# Personaggi de Il padrino

Foto di famiglia dei Corleone nel film Il padrino

Sono qui riportati tutti i personaggi immaginari presenti nel ciclo dei romanzi di Mario Puzo e nei film dell'omonima trilogia diretta da Francis Ford Coppola.

## Albero genealogico
|           |           |                   |                   |                                      |                                      |         |                  |                  |                  |      |                                     |                                     |              |                       |                                 |                                 |              |
|           |           |                   |                   |                                      |                                      |         |                  |                  |                  |      |                                     |                                     |              |                       |                                 |                                 |              |
|           |           |                   |                   |                                      |                                      |         |                  |                  |                  |      |                                     |                                     |              |                       |                                 |                                 |              |
|           |           |                   |                   |                                      |                                      |         |                  |                  |                  |      |                                     |                                     |              |                       |                                 |                                 |              |
|           |           |                   |                   |                                      |                                      |         | Antonio Andolini |                  |                  |      |                                     |                                     |              |                       |                                 |                                 |              |
|           |           |                   |                   |                                      |                                      |         |                  |                  |                  |      |                                     |                                     |              |                       |                                 |                                 |              |
|           |           |                   |                   |                                      |                                      |         |                  |                  |                  |      |                                     |                                     |              |                       |                                 |                                 |              |
|           |           |                   |                   |                                      |                                      | Paolo   | Paolo            | Don Vito Carmela | Don Vito Carmela |      |                                     |                                     |              |                       |                                 |                                 |              |
|           |           |                   |                   |                                      |                                      |         |                  |                  |                  |      |                                     |                                     |              |                       |                                 |                                 |              |
|           |           |                   |                   |                                      |                                      |         |                  |                  |                  |      |                                     |                                     |              |                       |                                 |                                 |              |
|           |           | Fredo Deanna Dunn | Fredo Deanna Dunn | Santino Sandrinella "Sandra" Colombo | Santino Sandrinella "Sandra" Colombo |         |                  |                  |                  |      | Michael Apollonia Vitelli Key Adams | Michael Apollonia Vitelli Key Adams |              |                       | Constanzia (Connie) Carlo Rizzi | Constanzia (Connie) Carlo Rizzi |              |
|           |           |                   |                   |                                      |                                      |         |                  |                  |                  |      |                                     |                                     |              |                       |                                 |                                 |              |
|           |           |                   |                   |                                      |                                      |         |                  |                  |                  |      |                                     |                                     |              |                       |                                 |                                 |              |
| Francesca | Francesca | Frank             | Frank             | Vincent Mancini                      | Vincent Mancini                      | Kathryn | Kathryn          | Santino Jr.      | Santino Jr.      | Mary | Mary                                | Anthony Vito                        | Anthony Vito | Michael Francis Rizzi | Michael Francis Rizzi           | Victor Rizzi                    | Victor Rizzi |

## Personaggi

### Famiglia Corleone

#### Santino Corleone
Santino Corleone nasce a New York, figlio primogenito di Vito e Carmela Corleone. Cresce come un ragazzo assai prepotente e impulsivo, ma molto generoso e premuroso. Da ragazzo, porta a casa Tom Hagen, un ragazzo senza famiglia e con un'infezione agli occhi, che di fatto rimane in famiglia come figlio semiadottato. Testimone dell'omicidio del boss don Fanucci compiuto dal padre, intuisce subito come lo stesso Vito intenda compiere il proprio destino nella malavita. A sedici anni, insieme a due ragazzacci ai suoi ordini, compie una rapina dalla quale riesce a uscire senza conseguenze. Con la disapprovazione iniziale del padre, entra a far parte della ditta del padre, la Genco Oil Pure Company, che maschera lo sconfinato impero mafioso dei Corleone, come guardia personale del padre, sotto l'attenta tutela del consigliere Genco Abbandando e di Peter Clemenza, che è suo padrino di battesimo. Cresciuto e divenuto famoso come assai irascibile, violento e aggressivo, nonché impenitente donnaiolo, è il probabile erede di Vito Corleone al titolo di Padrino. In lui è radicato un fortissimo attaccamento alla famiglia, amando tantissimo il padre e i fratelli: il suo soprannome, Sonny ("figlioletto" in inglese), deriva proprio da questo. Mentre il padre lotta tra la vita e la morte a seguito di un attentato durante la guerra con il boss Salvatore Maranzano, Santino assume il comando della famiglia, dimostrando una crudeltà, una sete di sangue e un'astuzia tattica seconda solo al terribile Luca Brasi. È sposato con Sandra Colombo, figlia di immigrati italiani, dalla quale ha numerosi figli. Dal 1945 ha un'amante, Lucy Mancini, e la relazione desta mormorii e pettegolezzi al matrimonio della sorella Connie. Nel 1946 assume la guida della cosca dei Corleone, mentre Don Vito lotta tra la vita e la morte a seguito di un nuovo attentato in cui è caduto vittima, e guida una guerra sanguinosa contro i nemici del clan, in cui a farne le spese sono soprattutto i membri della famiglia Tattaglia. Mentre si reca a casa della sorella Connie per picchiarne il marito (avendolo già malmenato in passato), Carlo Rizzi, colpevole di molte sevizie, Santino cade in un'imboscata ordita dal boss Emilio Barzini (chiamato Barrese nella prima edizione italiana del primo film) e orchestrata con la complicità dello stesso cognato, e viene crivellato da colpi di Thompson mentre si trova al casello autostradale. Fuggiti gli uomini di Barrese, i tre uomini dei Corleone che lo hanno seguito ne ritrovano il corpo in condizioni terribili. La sua morte è in seguito vendicata dal fratello Michael una volta succeduto al padre. Poco prima di morire anche lui, Vito ammette che pur essendo adatto alla vita malavitosa, Sonny non possedeva l'acume e la pazienza necessarie per guidare a lungo la Famiglia in veste di Don. Il nome di Santino compare con lo status di "deceduto" durante l'inchiesta del senato contro Michael Corleone, più precisamente nella piantina che raffigura tutti i volti e i ranghi dei membri passati e presenti sotto il regime della Famiglia Corleone.
Nella trilogia de Il padrino diretta da Francis Ford Coppola compare nel primo film e in un cameo nella scena finale del secondo ed è interpretato da James Caan (nonché, da bambino del secondo film, da Roman Coppola, non accreditato); nell'edizione italiana originale dei film è doppiato da Pino Colizzi, mentre nel ridoppiaggio del 2007 da Roberto Pedicini.

#### Fredo Corleone
Frederico Corleone, soprannominato Fredo o Freddie, nasce a New York, figlio secondogenito di Vito e Carmela Corleone. Con disappunto del padre, entra a far parte della ditta di importazione dell'olio d'oliva paterna, copertura della nascente organizzazione criminale mafiosa coinvolta soprattutto nel gioco d'azzardo. Non gli vengono mai attribuiti incarichi rilevanti, considerando il suo scarso genio per gli affari. Assiste all'attentato subito da suo padre a seguito del conflitto d'interesse con il narcotrafficante Virgil Sollozzo. Quando il padre si riprende dalle ferite, Fredo viene mandato a gestire un piccolo affare in un albergo di Las Vegas, sotto la tutela di Moe Greene. Mentre a New York la famiglia Corleone perde il proprio potere a vantaggio del boss Emilio Barzini (chiamato Barrese nella prima edizione italiana del film), che si dichiara favorevole a sostenere Moe Greene nel Nevada, lo stesso Greene prende a schiaffi in pubblico Fredo, con la scusa che il giovane Corleone va troppo a letto con le ragazze dell'albergo (anche due alla volta). Dopo la morte del padre, che disapprovava la sua condotta sessuale e il fatto che avesse consentito a oltraggiare la famiglia per la storia degli schiaffi, viene richiamato a New York e Moe Greene viene assassinato per ordine di Michael Corleone. Ne Il padrino - Parte II, gestisce alcuni night club sparsi per il Nevada, ma non sopportando l'idea di essere stato scavalcato dal fratello minore Michael, lo tradisce rivelando a Johnny Ola, scagnozzo dell'avido capitalista Hyman Roth, alcuni dettagli sulle divisioni della famiglia. Scoperto da Michael a L'Avana, viene assassinato, poco dopo la morte della madre Carmela (Michael aveva infatti ordinato di non fargli nulla finché la madre era viva), mentre è a pesca sul lago Tahoe, nei pressi di Villa Corleone. L'esecutore è Al Neri, sicario agli ordini di Michael, che lo fa credere a tutti affogato. La morte di Fredo costituisce l'evento che spinge Kay a divorziare da Michael e che, anni dopo, convincerà Anthony a non voler avere nulla a che fare con il lavoro del padre, essendo in realtà a conoscenza della verità sulla morte dello zio, a cui era molto legato. Lo stesso Michael rimpiangerà per tutta la vita la decisione di ucciderlo.
Nella trilogia de Il padrino diretta da Francis Ford Coppola è interpretato da John Cazale; nell'edizione italiana originale dei film è doppiato da Riccardo Cucciolla (in un breve flashback nel terzo film da Manlio De Angelis), mentre nel ridoppiaggio del 2007 da Oliviero Dinelli.

#### Connie Corleone
Constanzia Corleone, soprannominata Connie, nasce a New York, quartogenita e unica figlia femmina di Vito e Carmela Corleone. È quella che ha maggiore confidenza con i genitori e con Tom Hagen, il figlio adottivo di don Vito. Su presentazione del fratello Santino, conosce Carlo Rizzi, che sposa. Da lui avrà due figli, Victor e Michael Francis. La famiglia d'origine, il padre soprattutto, è delusa dalla sua scelta del primo marito Carlo, poiché di origini non completamente siciliane (la madre è del Nord Italia), oltre al fatto di essere considerato uno smidollato privo di qualsiasi pregio intellettivo e caratteriale. Diviene molto amica di Kay Adams, prima fidanzata e poi moglie del fratello Michael. Subito dopo il matrimonio, a dimostrazione del giudizio della famiglia, Carlo pensa in prevalenza a come servirsi del matrimonio per preparare la propria ascesa nella famiglia Corleone, dalla quale però viene sempre tenuto rigorosamente lontano, gestendo solo un piccolo ma decoroso giro di scommesse che porta al fallimento in pochi mesi. Furioso per la poca considerazione ottenuta dalla famiglia di lei, negli anni Carlo sottopone Connie a sevizie sempre più frequenti, delle quali Vito e i fratelli della donna vengono presto a sapere, ma di fronte a cui il padrino, seppur furioso, decide di non intervenire, imponendo ai figli di fare altrettanto, seguendo la tradizione italiana dell'epoca secondo cui le famiglie di due coniugi non possono intervenire tra essi. Mentre don Vito lotta tra la vita e la morte a seguito di un attentato preparato dai Tattaglia, un'altra famiglia mafiosa, viene difesa in più occasioni da Santino, che dopo alcune discussioni con Carlo giunge a pestarlo a sangue di fronte all'intera popolazione del quartiere. Durante la guerra tra i Corleone e i Tattaglia, Santino, che ha assunto la guida della famiglia, ottenendo buoni risultati strategici sul nemico, viene brutalmente assassinato al casello autostradale mentre si reca a casa Rizzi per mettere nuovamente in riga il bestiale cognato, colpevole di avere nuovamente picchiato Connie, incinta. Don Vito, ripresosi miracolosamente, e Tom Hagen, comprendono che Carlo ha picchiato un'altra volta Connie rispettando un preciso piano studiato con Emilio Barzini, altro padrino di New York in combutta con i Tattaglia, per attirare Santino allo scoperto e privare così la Famiglia Corleone della sua forte e astuta guida. Anni dopo, alla morte di don Vito, Michael assume la guida dei Corleone e ordina di uccidere Carlo, omicidio eseguito da Peter Clemenza. Connie, dopo aver inizialmente accusato il fratello dell'assassinio di Carlo, si persuade di aver avuto un abbaglio e si ricongiunge a lui, risposandosi un anno dopo. Segue la famiglia Corleone nel trasferimento a New York, mantenendosi sempre leale al fratello Michael. Gli presenterà Vincent Mancini, figlio avuto da Santino in una relazione adulterina con Lucy Mancini. A lui Michael deciderà di lasciare, ormai vecchio, gli affari della famiglia. Il personaggio subirà una notevole evoluzione nella saga cinematografica. Ne Il padrino viene presentata come avulsa dagli affari di famiglia e sottomessa al marito. Nel seguito, Il padrino - Parte II, per reagire alla morte di Carlo, si comporta come una ribelle amante dei lussi, della vita libertina e sempre a caccia di uomini con cui avvia relazioni poco pulite. Michael, con tutta l'autorità di un padre, la richiama sempre più spesso a un comportamento più decoroso, e solo la morte della madre li riavvicina, al punto che lei ritorna in casa e abbandona la propria vita dissoluta. Ne Il padrino - Parte III, viene caratterizzata come un importante consigliere della famiglia, al punto di ordinare al nipote Vincent l'esecuzione di Joey Zasa durante la malattia del capofamiglia Michael, provocando la sua ira perché così ha rovinato il progetto di legittimazione che il boss mandava avanti da anni. Ha inoltre un ruolo fondamentale nell'ascesa al potere del nipote. Resta al suo fianco quando egli diviene il nuovo Don, dopo il pensionamento dello zio Michael, uccidendo inoltre, mediante dei cannoli avvelenati, il boss rivale, nonché suo padrino di battesimo, Osvald "Ozzie" Altobello.
Nella trilogia de Il padrino diretta da Francis Ford Coppola è interpretata da Talia Shire, sorella del regista; nell'edizione italiana originale dei film è doppiata da Rita Savagnone nel primo e secondo film e da Anna Rita Pasanisi nel terzo, mentre nel ridoppiaggio del 2007 (primi due film) da Franca D'Amato.

#### Carmela Corleone
Carmela Corleone (poi chiamata affettuosamente "Mama" Corleone) nasce da una famiglia siciliana, nei pressi di Corleone. Conosce il giovane Vito Corleone dopo essere arrivata a New York negli anni '10. I due innamorati si sposano giovanissimi e due anni dopo vengono benedetti dall'arrivo del loro primo figlio, Santino. Vito e Carmela provano ad allargare la famiglia, riuscendoci solo dopo diversi aborti spontanei, dando alla luce il malaticcio Fredo. Proprio in questo periodo Vito perde il lavoro a causa della prepotenza di don Fanucci che obbliga il Signor Abbandando a cedere al nipote il posto di Vito alla drogheria. Quando, più tardi, Carmela scopre che Vito ha ucciso il boss Fanucci, il rapporto tra i due cambia: la donna diventa molto più servizievole e rispettosa nei confronti del marito, come tutto il quartiere del resto. Proprio Carmela porta la signora Colombo al cospetto di Vito, nel tentativo di aiutarla a tenere la casa. Vito riesce a convincere il padrone di casa, e per di più fa da padrino al figlio della signora Colombo. Il profondo amore per Vito, e la radicata sicilianità costringono Carmela ad accettare incondizionatamente lo stile di vita del marito. La donna non fa domande sugli affari di Vito, e i due vivono un matrimonio felice e senza particolari crisi, eccezion fatta per due eventi: il ferimento di Vito negli anni '30 e nel 1945, che dà inizio a una sanguinosa guerra tra le Cinque famiglie. Dopo la morte di Sonny e Vito, Carmela si trasferisce col terzogenito Michael in Nevada, sul Lago Tahoe. Proprio in questo periodo viene a crearsi un forte legame con la nuora Kay Adams, riuscendo persino a convincerla a convertirsi al cattolicesimo in modo che possa pregare per l'anima di suo marito, proprio come lei faceva per Vito. Carmela si occupa anche dei nipoti, figli di Connie, scappata in Europa con il suo ultimo marito, dopo aver perso la testa in seguito all'omicidio di Carlo Rizzi. Senza saperlo, Carmela è l'unica cosa che mantiene in vita Fredo dopo che questi tradisce la famiglia. Dispensa gli ultimi, ingenui, consigli a Michael, rivelandogli che non può perdere la famiglia in alcun modo. I tempi, ormai, sono cambiati, e poco dopo la sua morte, nel 1959, Michael ordina ad Al Neri di uccidere suo fratello Fredo. Nonostante questo, gli avvertimenti di Carmela si rivelano fondati in quanto l'omicidio di Fredo sarà solo il primo di una serie di tragedie familiari che con gli anni distruggeranno la famiglia e spezzeranno lo spirito di Michael, che alla fine morirà solo e distrutto dal dolore.
Nella trilogia de Il padrino diretta da Francis Ford Coppola è interpretata da Morgana King da anziana nei primi due film e da Francesca De Sapio nelle scene in cui compare da giovane nel secondo (doppiata nell'edizione italiana originale di quest'ultimo da Anna Rita Pasanisi).

#### Anthony Vito Corleone
Anthony Vito Corleone è un personaggio dei film Il padrino, Il padrino - Parte II e Il padrino - Parte III. È il primogenito di Michael e Kay Adams, e il nipote preferito di Don Vito Corleone, di cui assiste alla morte nel giardino di casa. Nasce poi la sorella Mary. Prende la prima comunione e poco dopo i suoi genitori divorziano. Nei mesi successivi stringe una particolare amicizia con lo zio Fredo, il fratello maggiore di suo padre Michael. Ormai uomo, intraprende la carriera musicale, contrariamente al parere del padre che lo vorrebbe avvocato, sostenuto invece dalla madre. Anthony dice al padre che, pur volendogli bene, non avrà mai a che fare con i suoi affari, poiché, come rivelato in seguito dalla stessa Kay, Anthony vide l'uccisione dello zio Fredo sul lago Tahoe da parte di Al Neri (su ordine di Michael). Debutta al Teatro Massimo di Palermo, ma nello stesso giorno sua sorella Mary viene uccisa da un sicario che aveva preso di mira il padre. Viene lasciato intendere che la tragedia spezzerà qualunque legame potesse essersi mantenuto tra padre e figlio.
Nel primo film, in cui è un bambino di pochi anni, è interpretato da Anthony Gounaris (doppiato nella prima edizione italiana del film da Claudia Catani); nel secondo, in cui compare in età da Prima comunione, da James Gounaris; infine, nel terzo, in cui è ormai adulto, è impersonato da Franc D'Ambrosio (e doppiato in italiano da Vittorio De Angelis).

#### Mary Corleone
Mary Corleone è un personaggio dei film Il padrino - Parte II e Il padrino - Parte III. Mary è la seconda e ultima figlia di Michael Corleone e Kay Adams, nonché la sorella minore di Anthony Vito. A seguito del divorzio dei genitori, rimane inizialmente con il padre, insieme al fratello, ma in un secondo momento viene affidata alla madre. È la presidentessa onoraria della fondazione "Vito Andolini Corleone", creata dal padre Michael, verso cui ha uno speciale affetto, nonostante il poco edificante passato di boss di Cosa Nostra. Si innamora del cugino Vincent Mancini, figlio illegittimo di suo zio Santino e avvia una relazione nonostante il divieto del padre. Viene allontanata proprio da Vincent, appena investito del titolo di Don della famiglia Corleone, poiché il nemico è solito colpire le persone amate, come Michael gli ha più volte sottolineato. Viene uccisa per errore al Teatro Massimo di Palermo da Mosca, un sicario pagato da Don Altobello per uccidere Michael Corleone, con un colpo di pistola al petto.
Nel terzo film è interpretata da Sofia Coppola, figlia del regista Francis Ford Coppola; nell'edizione italiana è doppiata da Eleonora De Angelis.

#### Sandra Corleone
Sandrinella "Sandra" Colombo Corleone è un'immigrata siciliana ed è la moglie di Santino Corleone, figlio del boss mafioso don Vito Corleone. Nel romanzo, viene descritta come una donna caratterialmente ordinaria, fisicamente ben tornita con due seni prosperosi. Le giungono costantemente le voci sui tradimenti del marito con le sue giovani e belle amanti, in modo particolare le vicende con la giovane Lucy Mancini, ma non viene mai chiarito se per lei ciò sia un problema o meno. È la madre dei quattro figli di Santino. All'uccisione del marito durante la guerra tra le Cinque Famiglie di New York, si trasferisce in Florida, dove vivono i genitori, portandosi dietro i bambini. La famiglia Corleone le assegna una rendita per poter mantenere i figli, secondo i voleri del suocero don Vito.
Nel film Il padrino è interpretata da Julie Gregg; l'attrice aveva anche interpretato il personaggio in alcune scene per il secondo capitolo, ma tali scene vennero poi tagliate dal montaggio definitivo. Nel ridoppiaggio del 2007 del primo film è doppiata da Alessandra Chiari.

#### Kay Adams
Katherine Adams, soprannominata Kay, è figlia di un pastore protestante, e al college di Hanover diviene la fidanzata di Michael Corleone. In quanto americana, non riscuote molta simpatia presso il patriarca della famiglia di Michael, don Vito Corleone, che, nonostante gli avvertimenti di Michael, lei ritiene essere semplicemente un ricco importatore di olio d'oliva dalla Sicilia. Nel 1946 rimane scioccata dall'imprevista partenza di Michael, che i giornali descrivono come probabile sicario del capitano della polizia Mark McCluskey e di Virgil Sollozzo, contrabbandiere di narcotici. Al ritorno di lui dalla Sicilia, i due si riconciliano e si sposano con rito privato. Viene sempre tenuta lontana dagli affari del marito, e diviene molto amica della cognata Connie Corleone, riuscendo a convincere Michael a fare da padrino al battesimo di suo figlio, come segnale distensivo per il coinvolgimento, seppur indiretto, nella morte del fratello primogenito Santino. Dà alla luce due figli e si converte al cattolicesimo, stringendo i propri rapporti con la suocera, Carmela Corleone. Si arrabbia quando scopre da Tom Hagen che il marito le ha mentito circa l'assassinio di Carlo Rizzi, marito di Connie, eliminato tramite Peter Clemenza per vendicare Santino, caduto nella sua trappola. Prova a confrontare il marito, ma questi invece le mente spudoratamente, dichiarandosi estraneo all'omicidio di Carlo: inizialmente la donna sembra sul punto di crederci, ma quando, subito dopo, i diversi caporegime giungono nell'ufficio del marito a rendergli omaggio, Kay comprende la verità e, soprattutto, capisce che il marito ormai è un boss mafioso a tutti gli effetti. Ne Il padrino - Parte II e Il padrino - Parte III è madre di Anthony Vito e Mary, e divorzia da Michael dopo aver abortito la terza gravidanza. Sposata in seguito con l'avvocato Gary Mitchelson, anni dopo sostiene la decisione del figlio di abbandonare gli studi ed iniziare la carriera di cantante lirico. Arriva in Sicilia per il debutto artistico di Anthony e passa una giornata assieme all'ex-marito, a cui ammette, pur non potendo cambiare né dimenticare il passato, di amare ancora, ma proprio mentre la definitiva riconciliazione spirituale tra i due sembra essere imminente, giunge la notizia dell'assassinio di Don Tommasino, confermando ancora una volta che Michael non potrà mai portare a termine i suoi progetti di estraniazione della famiglia dal mondo del crimine organizzato. All'uscita del Teatro Massimo, in cui il figlio ottiene un grande successo, è testimone dell'erroneo assassinio di Mary, evento che è lasciato intendere distruggere definitivamente qualsiasi rapporto tra la donna ed il figlio Anthony con Michael, a sua volta distrutto dalla tragedia.
Nella trilogia de Il padrino diretta da Francis Ford Coppola è interpretata da Diane Keaton; nell'edizione italiana originale dei film è doppiata da Vittoria Febbi, mentre nel ridoppiaggio del 2007 (primi due film) da Roberta Pellini.

#### Apollonia Vitelli
Apollonia Vitelli è la prima moglie di Michael Corleone: poco dopo il suo arrivo in Sicilia, Michael incontra un gruppo di donne durante una passeggiata nelle campagne, rimanendo colpito dallo sguardo di una delle giovani. Tornato al paese e sedutosi in un bar per pranzare, egli commenta l'accaduto con i compari, mandando su tutte le furie il proprietario del locale: la ragazza oggetto della conversazione è Apollonia, figlia del locandiere stesso. Dopo avere calmato l'uomo, Michael chiede la mano della giovane all'uomo, facendosi forza del suo nome di Corleone, temuto e rispettato da tutti. Arriva quindi il giorno del matrimonio e Michael riscopre le radici della sua antica terra di appartenenza, follemente innamorato della ragazza e della sua Italia. Dopo parecchi mesi tra i due scorre già buon sangue e, un giorno, mentre il giovane Corleone sta dando lezioni di guida ad Apollonia sulla sua Alfa Romeo 6C "Freccia d'Oro", arriva la notizia della morte di Sonny: temendo per la sua incolumità di "rifugiato", Michael decide di partire, mandando la fidata guardia del corpo Fabrizio a preparare l'auto. Apollonia, desiderosa di mostrare al marito i suoi progressi nelle capacità di guida e felice della partenza, corre in macchina, ma appena avvia il motore l'auto esplode, rivelando un tentativo di attentato da parte del traditore Fabrizio. La ragazza muore nell'esplosione sotto gli occhi di Michael che, totalmente scioccato e conscio di essere in pericolo, decide di tornare in America, dove si ricongiungerà con la ex-fidanzata, Kay Adams, ignara di tutto. La morte di Apollonia segna profondamente la psiche del marito, poiché è soprattutto dalla di lei dipartita che Michael sviluppa la natura spietata e vendicativa che lo porterà da una parte a diventare il boss mafioso più potente degli Stati Uniti e dall'altra a distruggere progressivamente tutta la sua famiglia. Nel libro si viene a sapere che Apollonia era incinta al momento dell'esplosione, mentre l'onda d'urto della bomba è così potente che Michael, pur trovandosi parecchio distante dall'auto, finisce in uno stato di incoscienza per circa una settimana. Una scena tagliata del secondo film vede Michael vendicare la morte di Apollonia uccidendo Fabrizio con una bomba messa nella sua auto a New York; nel romanzo, invece, Fabrizio viene ucciso nella sua pizzeria di Buffalo da un sicario di Corleone, che, dopo avergli chiesto di visionare un tatuaggio sul suo petto e verificata la sua identità, gli spara in testa.
Nel film Il padrino diretto da Francis Ford Coppola è interpretata dall'attrice italiana Simonetta Stefanelli.

#### Vincent Mancini
Vincent Mancini, detto Vinnie, è un personaggio del film Il padrino - Parte III. Figlio illegittimo di Santino Corleone e di Lucy Mancini, sua giovane amante, nasce subito dopo la morte del padre. Vincent cresce in quartieri poveri, acquisendo la fama di ragazzo aggressivo e impulsivo, con un particolare ascendente sulle donne, dimostrandosi caratterialmente e spietatamente identico a Santino. Suo zio Michael Corleone, nell'atto di estraniare la famiglia dagli ambienti della mafia, gli offre la possibilità di vivere in un mondo legale, pulito, lontano dagli affari in cui il padre era vissuto, ma lui preferisce rimanere in ambienti malavitosi. Quando Michael ottiene un'onorificenza papale per imprese benefiche di grande rilievo, Vincent accetta di lavorare per lui, dopo avergli portato all'attenzione la sua feroce rivalità con il boss Joey Zasa, subentrato ai Corleone nel loro quartiere. Entra a far parte a pieno titolo negli affari della famiglia dopo aver salvato lo zio ad Atlantic City da un tentativo di assassinio. Diviene pupillo e nipote favorito di Connie Corleone, sorella di Santino e di Michael. Dopo la feroce guerra scoppiata tra i clan mafiosi italiani in occasione del viaggio di Michael in Sicilia, Michael decide di abbandonare definitivamente la guida della famiglia Corleone, e passa il testimone di "Padrino" proprio al nipote, facendogli adottare il nome di Vincent Corleone. Ha una breve relazione con la cugina Mary Corleone, figlia di Michael, ma da cui è costretto a separarsi per ordine di Michael stesso (condizione sine qua non per la sua elevazione a Don), il quale sostiene che la giovane figlia possa risultare in pericolo a causa del destino mafioso che Vincent si è scelto. Per un crudele scherzo del destino, ella muore comunque, colpita per sbaglio all'uscita del Teatro Massimo di Palermo da Mosca, sicario siciliano alle dipendenze di Don Altobello, che aveva preso di mira Michael. L'evento distrugge emotivamente, oltre a Michael stesso, anche Vincent, che in cuor suo la amava ancora.
Nell'edizione DVD de Il padrino - Parte III, è presente un'intervista a Francis Ford Coppola in cui lui racconta come avesse, assieme a Mario Puzo, pensato ad un sequel del terzo capitolo in cui la seconda parte si sarebbe concentrata sulla vita di Vincent come Don Corleone: al contrario dei suoi predecessori, Vincent avrebbe deciso di far entrare la famiglia nel mercato della droga, trasformandola in un cartello e causandone quindi la rovina, mentre lui sarebbe stato alla fine ucciso in uno scontro a fuoco con la polizia, in uno scenario simile a quello in cui fu ucciso Pablo Escobar. A causa della morte di Mario Puzo nel 1999, si decise di abbandonare il progetto.
È interpretato da Andy García; nell'edizione italiana è doppiato da Roberto Chevalier.

### Altri

#### Tom Hagen
Thomas Feargal Hagen, meglio noto come Tom, nasce a New York con origini tedesco-irlandesi. Tom e la sorella perdono prima la madre, già affetta da una forma di infezione agli occhi, che muore a causa di una malattia venerea, ma in seguito perdono pure il padre, a causa del troppo bere. Dopo mesi di vagabondaggio e di problemi dovuti a un'infezione oculare ereditata dalla madre, viene avvicinato dal coetaneo Santino Corleone, che lo porta a casa sua, facendolo di fatto adottare da suo padre, il boss mafioso don Vito Corleone, il quale lo tratta con maggiore riguardo in confronto ai figli naturali e lo sprona a non dimenticare mai i genitori. Si laurea in legge e, su insistenza di don Vito, svolge un praticantato per tre anni presso un prestigioso studio legale di penalisti in cui la famiglia esercita un certo potere, rinunciandovi in seguito per dedicarsi esclusivamente alle attività mafiose di don Corleone. Il consigliere Genco Abbandando si ammala di cancro e Tom subentra come facente funzioni. Si sposa con Theresa, una ragazza italiana diplomata, da cui ha più figli. La sua posizione causa dei problemi a Don Vito, in quanto è stata rotta un'antica tradizione: solo un siciliano può aspirare al titolo di consigliere del boss. Tuttavia, don Corleone preme perché Hagen rimanga al posto affidatogli. Nel 1945, alla morte di Abbandando, viene ufficialmente nominato consigliere. Nel 1947, quando scoppia la guerra tra le cinque famiglie di New York, non riesce a prevedere la trappola mortale in cui cade Santino, di cui ha sempre tentato di contenere le esplosioni colleriche durante la sua guida degli affari della famiglia in assenza del padre, che lottava tra la vita e la morte. Quando Michael assume la guida della famiglia, viene rimosso dal titolo di consigliere, dietro suggerimento di Vito, in quanto consigliere non adatto ai tempi di guerra. Viene indirizzato come avvocato degli interessi della Famiglia a Las Vegas. Tom riprenderà poi i pieni poteri di consigliere e avrà provvisoriamente il comando della famiglia mentre Michael si trova a Cuba per concludere un importante affare con Hyman Roth. Al ritorno di Michael lo aiuterà a difendersi dall'inchiesta del senato manovrata dallo stesso Roth, oltre ad indurre il pentito Frankie Pentangeli al suicidio su ordine dello stesso padrino.
Nella trilogia de Il padrino diretta da Francis Ford Coppola è interpretato da Robert Duvall; nell'edizione italiana originale dei film è doppiato da Cesare Barbetti, mentre nel ridoppiaggio del 2007 da Angelo Maggi. Inizialmente, Coppola e Mario Puzo avrebbero voluto reintrodurre il personaggio di Tom ne Il padrino - Parte III, tuttavia Duvall declinò l'offerta a tornare nella saga a causa di conflitti con la produzione legata al compenso: di conseguenza, essi si videro costretti a sostituirlo, inventando quello di B.J. Harrison (a cui, curiosamente, nell'edizione italiana del film, venne assegnato come doppiatore Barbetti, voce proprio di Duvall nel doppiaggio originale del primo e secondo film).
L'assenza di Tom Hagen nel terzo film della saga viene narrata nel romanzo La vendetta del padrino, in cui si scopre che è morto affogato nella sua auto in un fiume delle Everglades in Florida per mano di Nick Geraci, ex soldato e nemico della Famiglia Corleone. Hagen, che da qualche anno si era trasferito in Florida con la moglie e figli, non più legato all'attività di consigliere della famiglia Corleone, cade nell'inganno amichevole di Geraci, che dopo averlo rapito ed ucciso, manderà a Michael il portafoglio del suo ex consigliere con all'interno il corpo di un alligatore di pochi mesi, esecuzione che ricorda per certi versi la morte di Luca Brasi, avvenuta nel 1945.

#### Peter Clemenza
Peter Clemenza, soprannominato "Fat Pete", è nato nei pressi di Trapani, fratello di Domenico (futuro boss della città); giunto a New York all'inizio del Novecento, si fa presto strada nel mondo criminale, come piccolo ladro e ricattatore. Suo fidato collaboratore è l'amico Salvatore Tessio. Chiede il favore a Vito Corleone, suo vicino di casa, di nascondergli alcune pistole mentre la polizia si appresta a perquisire la sua casa. Pochi giorni più tardi, quando avvicina nuovamente il giovane Corleone per recuperare le sue armi, scopre che è disoccupato e gli offre un posto nella banda come guida di autocarri carichi di merce rubata. Successivamente, quando Vito Corleone uccide don Fanucci e si appresta a divenire il suo erede mafioso, ne diventa caporegime insieme a Tessio, gestendo le attività della famiglia nel Bronx. Si guadagna la fama di esecutore spietato, crudele, abile e sofisticato. Lo stesso Don Corleone teme la sua eccessiva abilità. È il padrino di battesimo di Santino Corleone, a cui insegna a sparare e a strangolare. Nel 1945 Paulie Gatto, uno dei migliori uomini della Famiglia, tradisce i Corleone, corrotto dal nemico Virgil Sollozzo; Clemenza lo farà uccidere da Rocco Lampone, favorendo l'ascesa di questi in seno alla famiglia. Insegna a Michael Corleone come sparare a distanza ravvicinata e mostra abilità con le armi spiegandogli alcuni trucchi del mestiere quando, insieme al futuro boss, organizza l'omicidio di Virgil Sollozzo. Don Anthony Stracci, per la sua alleanza con don Emilio Barzini (chiamato Barrese nella prima edizione italiana del film), viene assassinato personalmente da Clemenza in un hotel, con una lupara. Quando si scopre il tradimento di Carlo Rizzi, Clemenza lo aspetta in macchina seduto dietro di lui e lo strangola con una garrotta. Negli anni '50, quando i Corleone si trasferiscono nel Nevada, Clemenza rimane a New York con il permesso di mettere in piedi una famiglia sua, per quanto comunque, di fatto, ancora sottoposta a quella dei vecchi datori di lavoro. Ne Il padrino - Parte II, si dice che è morto di infarto, anche se secondo Willi Cicci è molto probabile che sia stato avvelenato dai fratelli Rosato. Gli succede Frankie Pentangeli, come caporegime della Famiglia Corleone e suo boss reggente.
Nella trilogia de Il padrino diretta da Francis Ford Coppola compare nel primo film, in cui è interpretato da Richard Castellano, e nel secondo, in cui compare da giovane ed è interpretato da Bruno Kirby; nell'edizione italiana originale dei film è doppiato da Ennio Balbo nel primo film e da Vittorio Stagni nel secondo, mentre nel ridoppiaggio del 2007 (primo film) da Giorgio Lopez.

#### Salvatore Tessio
Salvatore Tessio, soprannominato Sally o Sal, è un siciliano emigrato a New York agli inizi del Novecento, periodo di forte esodo negli Stati Uniti dall'Europa. Diviene un piccolo ladro associato a Peter Clemenza, suo amico di sempre, e si costruisce la fama di uomo di rispetto, duro e implacabile, ma anche come un tipo intelligente, molto tranquillo, onesto e leale verso i compagni. Insieme a Clemenza, diventa caporegime nella famiglia Corleone, clan mafioso presieduto dal compagno di furti Vito Corleone, che lo nomina responsabile dell'amministrazione di molte delle attività illegali (in prevalenza gioco d'azzardo) a Brooklyn. Nel corso degli anni il suo potere sulla malavita cresce con la sua esperienza tattica e viene separato dal resto della famiglia su desiderio di don Vito, il quale lo ammonisce di non frequentare più nemmeno socialmente Clemenza, il consigliere Tom Hagen e il figlio Santino: questa infatti vuole essere una misura di sicurezza nei riguardi della legge, ma anche una precauzione che il padrino intende adottare per impedire ai due principali caporegime di cospirare congiuntamente contro di lui. Uomo i cui pareri sono sempre graditi al boss, Tessio partecipa regolarmente alle riunioni plenarie della famiglia, svolgendo più volte missioni delicate al posto di Clemenza, di cui Don Corleone teme le eccessive abilità, nutrendo nel contempo dubbi sulla sua lealtà. Durante la guerra tra clan mafiosi scoppiata nel 1945 e che vede contrapposti i Corleone ai Tattaglia, il caporegime diviene il braccio destro di Santino, che prende il posto del padre rimasto ferito durante un attentato, e scatena una feroce guerra per vendicare l'agguato a Don Vito, guerra di cui alla fine rimane vittima anche Santino stesso. Dopo l'uccisione di Santino vi è una breve tregua in cui Don Vito, stanco e debilitato vorrebbe chiedere la pace senza condizioni nell'interesse stesso degli affari. Tuttavia la famiglia sarebbe così condannata a perdere rispetto e influenza senza vendetta del giovane erede dei Corleone, quindi sempre più spesso Tessio pone dei dubbi sulla sensatezza delle decisioni del padrino e del figlio Michael, scelto quale nuovo successore, che gli dicono di non agire e attendere. Purtroppo l'uomo non capisce che la richiesta di aspettare e obbedire cela l'intento di preparare un complesso attacco coordinato in cui tutti i boss delle famiglie rivali saranno uccisi, quindi nei primi anni '50, alla morte per infarto di Don Corleone, Tessio si persuade che il clan a cui appartiene sia spacciato e prende accordi segreti con il boss Emilio Barzini (chiamato Barrese nella prima edizione italiana del primo film), grande rivale dei Corleone, per uccidere Michael e prenderne il posto. Ma a sorpresa viene scoperto dal giovane, che dopo aver ucciso i suoi rivali lo fa punire freddamente con la morte da un commando di Willi Cicci, soldato di Clemenza. Michael, infatti, era stato messo in guardia da un ormai anziano Don Vito: "Chiunque ti porterà la proposta di Barzini, quello è il traditore; non ti dimenticare!".
Nella trilogia de Il padrino diretta da Francis Ford Coppola è interpretata da Abe Vigoda da anziano nei primi due film e da John Aprea nelle scene in cui compare da giovane nel secondo; nell'edizione italiana, è doppiato da Elio Zamuto.

#### Carlo Rizzi
Carlo Rizzi nasce e cresce nello stato del Nevada da genitori italiani. Suo padre è siciliano, mentre la madre è originaria del Nord Italia. Da ragazzo, Carlo esercita l'attività di manovale nelle zone desertiche dello Stato natio, ma quando, armato di una pistola, resta coinvolto in una violenta colluttazione è costretto a nascondersi a New York, dove ben presto conosce Santino Corleone, detto Sonny, figlio del potente padrino italoamericano don Vito. L'amicizia con Sonny si fa sempre più stretta col tempo, al punto che gli viene presentata la sorella minore, Constanzia, detta Connie, con cui si fidanza fino al matrimonio. Don Vito si dimostra ostile nei confronti del genero, ritenendolo un uomo sbagliato per la figlia e un pessimo soggetto per le attività della famiglia che presiede, ma fa cancellare ugualmente il suo precedente con la pistola per poi introdurlo in un piccolo ma redditizio giro di scommesse sportive, che in poche settimane Carlo riesce a portare al fallimento per la sua evidente incapacità amministrativa. Fortemente risentito per la chiara mancanza di considerazione da parte dei parenti acquisiti, l'uomo comincia a maltrattare sempre più di frequente Connie, a farsi molte amanti ed a frequentare assiduamente prostitute. Spesso ubriaco, non disdegna di picchiare la moglie, anche quando è incinta, suscitando le pronte ire del cognato Sonny, che una volta lo raggiunge davanti al centro scommesse e lo pesta a sangue di fronte a una folla spaventata. Accordatosi con Emilio Barzini (chiamato Barrese nella prima edizione del primo film), potente capomafia dell'omonima famiglia newyorkese rivale dei Corleone, un giorno Carlo picchia selvaggiamente l'indifesa Connie con l'intento di attirare Santino fuori della sua casa, pattugliata efficacemente come una fortezza dai soldati di Peter Clemenza e Salvatore Tessio, i capiregime della famiglia. Grazie al suo aiuto, l'attentato ai danni di Sonny ha successo in un casello autostradale, dove viene ucciso dagli uomini di Barzini, lasciando temporaneamente i Corleone senza un capo e con la forza dimezzata. Quando don Vito si ristabilisce e conclude la pace con le altre famiglie con la diplomazia, Carlo, apparentemente non sospettato di premeditazione, viene promosso ad una funzione di gestione nei sindacati, altro ramo in cui la cosca esercita un certo ascendente, e da questo momento migliora la propria condotta, iniziando a comportarsi come un padre e un marito esemplare. Nel contempo stringe amicizia con Michael, fratello minore di Santino e attualmente l'erede del padre alla guida della famiglia. Alla morte del suocero per infarto, Carlo chiede a Michael di fare da padrino al battesimo del figlio, poco prima che i Corleone si trasferiscano nel Nevada, il paradiso del gioco d’azzardo, dove il nuovo padrino gli promette il titolo di nuovo viceboss. A seguito della funzione, però, il cognato lo trattiene a New York con l'inganno, trasferendo il grosso del parentado e delle forze del clan verso il Nevada. In un incontro privato a cui partecipano anche l'ex consigliere Tom Hagen e il caporegime Rocco Lampone, il neo-padrino lo informa di essere al corrente del suo coinvolgimento nella morte di Santino, lo estromette dagli affari della famiglia e gli fa confessare che, ad indurlo al tradimento, era stato proprio Barzini. Convinto che il cognato non voglia prendere altri provvedimenti contro di lui, Carlo sale in macchina diretto all'aeroporto per il natio Nevada, ma viene strangolato da Clemenza (padrino di battesimo di Santino).
Nella trilogia de Il padrino diretta da Francis Ford Coppola compare nel primo film e in un cameo nella scena finale del secondo ed è interpretato da Gianni Russo; nell'edizione italiana originale dei film è doppiato da Michele Gammino, mentre nel ridoppiaggio del 2007 da Christian Iansante.

#### Luca Brasi
Luca Brasi è un criminale assai temuto che vive nella parte est di New York. In pochissimo tempo si costruisce una fama di terrificante assassino, ricattatore e ladro, la sua peculiarità è quella di agire sempre senza complici. A seguito di questi episodi malavitosi, finisce in prigione, dove tenta il suicidio, ma viene aiutato e fatto scagionare da Vito Corleone, un emergente boss della mafia, che pensa bene d'impiegarlo in operazioni di assassinio e intimidazione. Brasi diviene ben presto un solido pilastro su cui poggia il potere di don Corleone, il suo più implacabile e sadico esecutore, nonché l'unico uomo in grado di renderlo nervoso, cosa che tuttavia risulta incomprensibile visto che l'enorme scagnozzo dal canto suo rispetta il Padrino in modo maniacale, ai limiti della venerazione, forse dettato dal poco autocontrollo che lo stesso Brasi esercita quando gli viene assegnato un bersaglio.
Durante gli anni '30, Brasi uccide a colpi di ascia due sicari di Chicago mandati da Al Capone, amico di Salvatore Maranzano (un rivale in affari di don Corleone) e, pochi anni più tardi, quando il boss viene colpito da sicari quasi fatalmente, interviene eliminando sei uomini con una violenza tale da divenire leggendaria. Tuttavia, l'assenza di prove certe non permise un'incriminazione di Brasi in tribunale. Uomo robusto e possente, con una perenne espressione di rabbiosa violenza stampata in fronte, Brasi è in grado di spaventare una folla intera solo con lo sguardo. L'unico uomo che teme e rispetta è proprio Don Corleone. Nella serie cinematografica compare al matrimonio di Connie Corleone, nell'intento di prepararsi un discorso di ringraziamento per don Vito Corleone; in questa occasione viene preso in giro per il suo aspetto da Kay Adams. Dopo aver finalmente parlato con Don Vito, Luca Brasi viene mandato in missione segreta dal boss come infiltrato nella famiglia Tattaglia, per scoprire le risorse di Virgil Sollozzo. Colpito di sorpresa durante il colloquio con i Tattaglia, viene pugnalato ad una mano e viene strangolato, dopodiché il suo cadavere viene gettato in un fiume. A lui succede al rango di guardia personale del boss l'ex poliziotto Al Neri.
Nel film Il padrino diretto da Francis Ford Coppola, è interpretato dall'ex-pugile ed ex-malavitoso Lenny Montana; nell'edizione italiana originale dei film è doppiato da Guido Celano, mentre nel ridoppiaggio del 2007 da Mario Bombardieri.
Durante le prove del film, Montana dimostrò un forte nervosismo, accompagnato sul momento da balbuzie, ogni volta che doveva pronunciare il discorso solenne di Luca Brasi di fronte a Marlon Brando, il quale, in un'occasione, entrò in scena con un cartello attaccato in fronte su cui aveva scritto: "Vai a fare in....", stuzzicando Montana. Coppola, per attenuare il problema, scrisse appositamente la scena in cui Luca Brasi prova e riprova il discorso accanto al tavolo di Michael Corleone e di Kay Adams.

#### Virgil Sollozzo
Virgil Sollozzo, soprannominato "Il turco", avendo trascorso diversi anni della sua vita in Turchia ed avendovi pure preso moglie, è un ricco ed influente signore della droga calabrese, particolarmente apprezzato per la sua pronta intelligenza, la capacità di gestire gli affari e la qualità dei suoi prodotti. È un esperto nell'utilizzo di armi bianche, con una netta predilezione per i coltelli, benché solitamente disdegni l'uso della violenza, preferendo per quanto possibile l'impiego di mezzi più diplomatici. Possiede diversi terreni per la coltivazione del papavero ed alcuni stabilimenti per la sua raffinazione in eroina e morfina in Turchia, in Sicilia ed in Francia, a Marsiglia. Ha scontato due condanne per contrabbando di droghe, una in Italia e l'altra negli Stati Uniti. A New York, dove cerca di ramificare il suo business presso le Cinque Famiglie mafiose della Grande Mela, è sostenuto, logisticamente e non, dalla famiglia Tattaglia, ed ha sul proprio libro-paga il capitano di polizia Mark McCluskey, che gli fa da informatore e protettore. Viene ricevuto da don Vito Corleone, potente mafioso a cui chiede senza successo un milione di dollari in contanti e protezione in tribunale, il tutto in cambio di una considerevole fetta degli introiti derivanti dall'intera operazione. I Corleone, infatti, nutrono disapprovazione verso il traffico di droga, ritenendolo troppo violento e sporco e quindi destinato ad attirare una certa ostilità da parte delle autorità legali e politiche del Paese. Dopo aver intuito una certa simpatia verso l'affare da parte di Santino Corleone, figlio di Don Vito, Sollozzo tenta di uccidere il vecchio mafioso tramite due sicari, ma senza successo. Quest'azione è la scintilla che fa scoppiare una lunga guerra decennale tra i Tattaglia ed i Corleone. Braccato dall'implacabile Santino, che con il padre in convalescenza ha assunto la guida della famiglia, Sollozzo tenta di trattare con il fratello minore Michael, ritenuto il più calmo e riflessivo, con cui in realtà temporeggia finché non avrà organizzato adeguatamente le forze nel tentativo di colpo di grazia ai Corleone. Viene assassinato dal giovane Michael proprio durante l'incontro, colpito alla testa con un revolver Ruger, insieme alla guardia del corpo McCluskey che viene colpito alla gola e durante il soffocamento viene colpito anch'esso alla testa. In realtà, nonostante risulti un associato dei Tattaglia, è probabile che non fosse la vera "mente" dietro il vasto traffico di droga tra paesi mediterranei e Stati Uniti che cercava d'imbastire, ma che in realtà a tirare i fili fosse nient'altri che Emilio Barzini (chiamato Barrese nella prima edizione del primo film), dunque il vero autore della guerra fra Tattaglia e Corleone. Quanto alla sua vita privata, si dice che avesse segretamente due mogli, una in Turchia e l'altra negli Stati Uniti, e che fosse un padre esemplare per i suoi figli.
Nel film Il padrino diretto da Francis Ford Coppola, è interpretato da Al Lettieri; nell'edizione italiana originale dei film è doppiato da Arturo Dominici, mentre nel ridoppiaggio del 2007 da Saverio Indrio.

#### Al Neri
Albert Neri, soprannominato Al, è un agente di polizia dai metodi molto violenti, ma risoluti. Crede fermamente in un proprio concetto di giustizia. Detesta i giovani teppisti, soprattutto se italiani, i quali arrivano ben presto a temere la sua spaventosa forza fisica. Nutre un grande senso di protezione verso la sorella vedova e il nipote, Thomas, che senza la guida del padre crea fastidi per le strade, con grande disappunto dello zio poliziotto, che un giorno lo picchia a sangue per via di un eccesso di sgarbo verso la madre. Viene assegnato al quartiere newyorkese di Harlem, dove interviene energicamente soprattutto contro i delinquenti di colore. Al odia i neri d'America e la sua azione contro il narcotrafficante di colore Wax Baines, che uccide con un colpo in testa con la torcia a seguito di un'irruzione in appartamento in cui lo ha sorpreso a commettere violenze su una giovane e una bambina, gli assicura la prigione. Abbandonato dalla consorte e deluso dal nipote, Al Neri prova un feroce odio verso la società. Tuttavia, il padre della ex moglie, che paga le tangenti ai Corleone e rifornisce di omaggi don Vito in persona, intercede in suo favore presso il figlio Michael. Peter Clemenza si informa bene sul conto di Neri, ed espone ciò che sa a Tom Hagen, che intravede nell'ex poliziotto un degno successore del defunto Luca Brasi. Appena viene rilasciato grazie all'influenza che don Corleone esercita ancora sul tribunale, Neri viene presentato al giovane Michael, che in un primo momento lo assegna al regime di Clemenza, che riscontra tutto il potenziale e la vera lealtà verso la Famiglia, ma anche capisce che non può gestire adeguatamente un uomo così forte, quindi discute con Hagen circa il suo avvenire e, in breve tempo, il giovane Neri viene promosso al rango di guardia personale di Michael Corleone, del quale diverrà col tempo anche principale sicario. Per conto di Michael uccide il boss Emilio Barzini (chiamato Barrese nel doppiaggio originale del primo film). Nel film Il padrino appare in uniforme di poliziotto verso la fine, quando spara al boss Barzini. In Il padrino - Parte II diventa uno dei principali caporegime della famiglia insieme a Rocco Lampone ed è il sicario che uccide Fredo Corleone, sempre per ordine di Michael. Nel film conclusivo Il padrino - Parte III, in cui è ormai divenuto il braccio destro di Michael, prima salva Michael assieme a Vincent dal tentativo di assassinio, poi sotto ordine di quest'ultimo si reca in Vaticano per uccidere l'arcivescovo Gilday a capo della Banca Vaticana. Appare anche nei romanzi Il ritorno del padrino e La vendetta del padrino di Mark Winegardner.
Nella trilogia de Il padrino diretta da Francis Ford Coppola è interpretato da Richard Bright; nell'edizione italiana originale dei film è doppiato da Antonio Guidi nel secondo film e da Sergio Matteucci nel terzo.

#### Rocco Lampone
Rocco Lampone combatte nella seconda guerra mondiale durante la quale, nel 1943, viene ferito gravemente in Africa e congedato conseguentemente. Data la scarsezza di uomini, il caporegime della Famiglia Corleone, Peter Clemenza, lo assume nella propria divisione, nonostante le lesioni e la parziale menomazione che lo fa fortemente zoppicare. A seguito di un suo breve ma impressionante tirocinio, Clemenza si serve di lui nei contratti nel mercato nero delle confezioni e con gli impianti governativi che distribuiscono le tessere alimentari OPA, arrivando in breve a controllare l'intera rete. Clemenza è soddisfatto della diligenza di quest'uomo, in quanto Lampone comprende immediatamente quando è necessaria la violenza e quando è invece superflua. Nel 1945 viene incaricato dal suo caporegime di uccidere il traditore Paulie Gatto, guardia del corpo dello stesso Clemenza che aveva venduto i suoi servizi a Virgil Sollozzo, un narcotrafficante nemico dei Corleone. Promosso al rango di soldato, si avvicina molto di più al grasso caporegime e a Tom Hagen. Negli anni '50, con la supervisione di Michael Corleone, impianta un suo regime segreto che sostituisce le vecchie forze del defunto Santino e che guiderà nell'ultima guerra tra la famiglia Corleone e le altre quattro di New York. Quando Peter Clemenza diviene don di una sua Famiglia, Rocco Lampone sarà promosso caporegime. Nel secondo film Rocco aiuterà Michael nella sua lotta contro il boss ebreo Hyman Roth. Sarà proprio lui che, per ordine di Michael, ucciderà Hyman Roth all'aeroporto di Miami intrufolandosi tra i reporter, ma durante la fuga verrà a sua volta ucciso da un agente della sicurezza.
Nella trilogia de Il padrino diretta da Francis Ford Coppola è interpretato da Tom Rosqui.

#### Johnny Fontane
Johnny Fontane è uno dei tanti figliocci di don Vito Corleone, di cui diviene quasi un figlio alla morte del padre. Intraprende la carriera musicale divenendo uno dei cantanti più famosi d'America in pochi anni, ma non uno dei più fortunati. Vito Corleone, un giorno, minaccia il produttore musicale per il quale lavora, in presenza di Genco Abbandando e Luca Brasi, perché rinunci a tutte le prestazioni del giovane Fontane, oppresso dalle norme dello stesso contratto. Successivamente, Johnny Fontane si sposa con la bella Virginia, da cui ha due figlie, ma il matrimonio viene bruscamente interrotto quando il cantante si innamora di un'attrice tanto famosa quanto sbandata. A trentacinque anni, la sua voce si deteriora e la sua carriera di cantante sembra finita. Il potente produttore cinematografico, Jack Woltz, si rifiuta di concedergli la parte in un film di guerra che potrebbe consacrarlo definitivamente al grado di star hollywoodiana. Johnny Fontane si rivolge nuovamente a don Corleone, il quale invia Tom Hagen a minacciare Woltz. Il produttore, inorridito e impressionato dopo aver rinvenuto la testa mozzata di Khartoum, il suo cavallo, accetta di dare a Fontane la parte. In seguito, carico di fama e notorietà, Fontane diviene un produttore cinematografico assai influente e, di tanto in tanto, riprende a cantare con il suo amico di sempre, Nino Valenti, come gli propone il suo padrino.
Il personaggio di Johnny Fontane si ispira alla figura di Frank Sinatra. Nella trilogia de Il padrino diretta da Francis Ford Coppola compare nel primo e terzo film ed è interpretato da Al Martino; nel ridoppiaggio del primo film del 2007 è doppiato da Teo Bellia.

#### Don Ciccio
Don Francesco, chiamato spesso Don Ciccio, è il boss mafioso che controlla la piccola città di Corleone, luogo di nascita di Vito Andolini, che diverrà poi il futuro don Vito Corleone. Fece uccidere il padre di Vito, Antonio Andolini e, successivamente, il fratello, Paolo Andolini, durante il funerale di Antonio (nel romanzo Don Vito è figlio unico, dunque Paolo compare solo nel film). La madre del giovane Vito andò allora a scongiurare Don Ciccio di risparmiare il figlio e, al suo rifiuto, lo prese in ostaggio, intimando a Vito di scappare. La donna fu uccisa poco dopo con un colpo di lupara, mentre Vito, aiutato da amici, fuggì a New York. Molti anni dopo, Vito Corleone ucciderà Don Ciccio, ormai anziano, fuori dalla sua villa, squartandolo con uno stiletto e vendicando così i suoi genitori e suo fratello. Il suo ruolo di Don di Corleone viene preso da Tommasino, amico di Vito con il quale ha partecipato all'omicidio del vecchio mafioso.
Nel film Il padrino - Parte II diretto da Francis Ford Coppola è interpretato dall'attore italiano Giuseppe Sillato.

#### Genco Abbandando
Genco Abbandando è figlio di un droghiere corleonese, presso cui lavora da giovane insieme all'amico Vito Corleone, rifugiato dalla Sicilia, di cui è quasi coetaneo. Quando l'amico viene licenziato in favore del nipote di don Fanucci, Genco gli passa di nascosto quantità di generi alimentari per sfamare la moglie e i due figli piccoli, Santino e Fredo, in quanto Vito fatica a trovare lavoro. Quando il giovane Vito entra in affari con Peter Clemenza e Salvatore Tessio, uccidendo Fanucci, Genco entra a far parte della neonata cellula mafiosa con il titolo di consigliere, fondando la Genco Olive Oil Company, la potente società di copertura per l'importazione dell'olio d'oliva italiano in America. Si sposa e ha tre figlie femmine. Gestisce la rete di corruzione del boss, dà consigli e pareri, è costantemente tenuto al corrente di tutto ciò che è stretta competenza del Padrino, e amministra la rete di principali spie e informatori. Si ammala di cancro, che lo porta anche al delirio, e per il successivo anno è sostituito come consigliere dal figlio adottivo di don Corleone, Tom Hagen. Muore assistito dal vecchio amico Vito Corleone, il giorno in cui si sposa la figlia Connie.
Nel film Il padrino - Parte II diretto da Francis Ford Coppola è interpretato da Frank Sivero. Nel primo capitolo di tale trilogia era stata girata la scena della sua morte, in cui era interpretato da Franco Corsaro, ma la scena è stata poi tagliata dal montaggio finale.

#### Nino Valenti
Nino Valenti è un italo-americano che vive a New York, ed è molto amico del celebre divo musicale Johnny Fontane, il quale però non ha mai mantenuto la sua promessa di presentarlo nel mondo della musica: Nino è infatti un bravo suonatore del mandolino. Don Vito Corleone, boss mafioso di New York e padrino di Johnny Fontane, rimprovera sovente il figlioccio di tale mancanza. Mentre don Corleone lotta tra la vita e la morte, Fontane diviene produttore cinematografico, sostenuto da Tom Hagen, consigliere della famiglia Corleone e chiama Nino a partecipare alle sue produzioni per il grande schermo. Diviene presto un divo di grande fama, ma, sconvolto dall'abominio dello stile di vita degli attori di successo, prima tra tutti la sua beniamina dall'adolescenza, la seducente ma sconcia Deanna Dunn, si dà all'alcol, nonostante il suo alto tasso diabetico. Muore per emorragia cerebrale, a seguito del rifiuto di Johnny Fontane di rinchiuderlo in un manicomio, ritenendo tale ipotesi come una mancanza di rispetto e sensibilità verso l'amico.

#### Lucy Mancini
Lucy Mancini è nata a New York in una famiglia italo-americana. Giovanissima e reduce da tre anni di college, fa da damigella al matrimonio di Connie Corleone e diviene l'amante del fratello Santino. I due vengono scoperti da Tom Hagen e in seguito da don Vito Corleone. Santino la frequenta spesso, anche durante la guerra tra bande che scoppia a seguito dell'attentato quasi mortale ai danni del padre. Allo scopo prende severe misure di sicurezza per stare con lei senza problemi, facendo per esempio affittare un appartamento accanto al suo da uno dei suoi uomini più fidati. Quando il giovane Corleone viene crivellato a morte dai colpi dei soldati di Emilio Barzini (chiamato Barrese nel doppiaggio originale del primo film), Lucy tenta di uccidersi con un'overdose di sonniferi, ma viene salvata in tempo. Successivamente, la famiglia Corleone, tramite l'intervento di Tom Hagen, la invia a Las Vegas, dove lavora in un albergo lussuoso dove operano Fredo Corleone, Moe Greene e Jules Segal, un chirurgo abortista con cui intraprende una relazione amorosa. Nel film Il padrino - Parte III viene introdotta brevemente durante la festa di consegna di un'onorificenza papale a Michael Corleone e, insieme a lei, viene presentato il giovane Vincent Mancini, figlio illegittimo di Santino Corleone, nato dopo la morte del padre. Questa è un'incongruenza con il romanzo di Mario Puzo, in cui viene precisato che i due amanti, Lucy e Santino, non hanno figli.
Nella trilogia de Il padrino diretta da Francis Ford Coppola compare nel primo e terzo film ed è interpretata da Jeanie Linero.

#### Jules Segal
Jules Segal è un giovane e brillante chirurgo un tempo praticante a New York insieme al dott. Kennedy, che cura don Vito Corleone quando subisce un attentato quasi fatale ordinato dalla Famiglia Tattaglia. Viene scoperto in quanto abortista, ed escluso dall'ordine dei medici. Ma il dott. Kennedy, che può esigere favori dalla Famiglia Corleone, riesce a mandarlo a Las Vegas, nello stesso hotel dove lavora Fredo Corleone, figlio di don Vito. Pratica facilmente aborti sulle ballerine, molto probabilmente rese incinte dal giovane Fredo, che cura tre volte per blenorragia e una per sifilide. Stringe un legame amoroso con Lucy Mancini, che intende sposare. Con le manovre e la benedizione di Michael Corleone, diviene un illustre chirurgo operante nel nuovo ospedale di Las Vegas, costruito dai Corleone. Tenta di assistere Nino Valenti, asserendo che per i suoi problemi psichici deve essere curato in un manicomio, ma Johnny Fontane nega tale ipotesi. Segal muore durante un tentativo di rapina andato male, tentativo nel quale si scoprirà in seguito esserci lo zampino degli scagnozzi di Michael. Quest'ultimo infatti ha ritenuto Jules responsabile dell'aborto della moglie Kay Adams.

#### Deanna Dunn
Deanna Dunn è una celebre attrice di Hollywood, nota per il suo fascino e per il successo dei suoi film, nonché per le sue relazioni amorose. È stata per breve tempo l'amante di Johnny Fontane e, successivamente, ha un incontro con Nino Valenti, uno dei suoi molti ammiratori, a cui si rivela per ciò che è in realtà: una donna sessualmente depravata e spregiudicata. Nel film Il padrino - Parte II (in cui è interpretata da Marianna Hill) viene presentata come la consorte di Fredo, che mette continuamente in imbarazzo flirtando con altri uomini alle feste.

#### Moe Greene
Morris Greene, soprannominato Moe, è un giovane gangster ebreo di Brooklyn, dal bell'aspetto e dai modi bruschi quanto istrionici, che si fa strada nel mondo del crimine organizzato dapprima come killer prezzolato nelle file della Murder, Inc., distinguendosi per le sue tendenze violente e il carattere feroce e iracondo, e successivamente come tenutario di bische clandestine. Emigrato verso l'ovest degli States in cerca di fortuna, giunge casualmente in un piccolo e remoto villaggio attraversato dalle truppe dirette verso occidente, Las Vegas, e per primo pensa di trasformarlo in una grande città piena di casinò, hotel e piscine di alto lusso, facendone in tal modo una grande piazza d'affari per i principali signori del crimine e padrini della mafia. I primi a credere in questo progetto sono il gangster ebreo Hyman Roth, suo vecchissimo amico, ed il mafioso siciliano don Vito Corleone di New York, dai quali ottiene un grande finanziamento per costruire e arredare il primo di una vasta serie di hotel con casinò sullo Strip della nascente città. Con lo scoppio di una feroce lotta tra famiglie mafiose per il controllo sul traffico di droga, Greene ospita presso di sé il figlio di don Vito, Fredo, a cui conferisce la mansione di gestore dell'hotel, ricevendo in cambio la protezione dalla famiglia Molinari, attiva nella vicina California e alleata dei Corleone. Dopo poco tempo, i rapporti tra lui e il giovane Fredo si fanno sempre più difficili: da una parte, i Corleone perdono sempre di più il proprio potere tra i mafiosi benché si sia concluso un accordo di pace che ha interrotto la guerra, mentre Fredo si comporta sempre più come un damerino e un cicisbeo viziato dalla vita, dimostrando sempre meno serietà professionale. Dall'altra invece vi è Emilio Barzini (chiamato Barrese nel doppiaggio originale del primo film), il principale rivale in affari di don Vito, che avvicina Greene e gli offre una posizione di maggiore benessere se si allineerà con lui. La lite tra i due albergatori raggiunge il culmine nel momento in cui Greene prende a schiaffi in pubblico il giovane rampollo dei Corleone, formalmente per un motivo disciplinare in fatto di ragazze: Fredo infatti è diventato un grande seduttore, molto apprezzato dalle dipendenti dell'albergo, che trascurano il lavoro per divertirsi con lui. Questa zuffa è di fatto la goccia che fa traboccare il vaso. Inizialmente i Corleone, rappresentati da Michael, fratello minore di Fredo ed erede designato alla guida della famiglia, gli propongono di vendere loro la sua quota, puntando l'accento sul fatto che l'attuale gestione dell'albergo sta dimostrandosi palesemente inefficiente e causa di enormi perdite, ma Greene reagisce con sprezzo confessando liberamente di avere legami con Barzini, e di essere sul punto di accettare la sua proposta. Alla morte di don Vito, la famiglia risponde inviandogli contro un sicario agli ordini di Michael, dal quale viene ucciso a casa dell'amante (nel film la sua morte avviene in un centro estetico per un colpo di pistola in un occhio).
Nel film Il padrino diretto da Francis Ford Coppola è interpretato da Alex Rocco; nel ridoppiaggio del 2007 è doppiato Fabrizio Pucci.

#### Capt. Mark McCluskey
Il capitano di Polizia Mark McCluskey, di discendenza irlandese, è figlio e nipote di poliziotti. Da piccolo, il padre lo portava con sé nei negozi che proteggeva intascando compensi, decidendo di seguire nella vita le sue orme. Durante la carriera, viene più volte avvicinato da uomini della malavita e corrotto per attività di protezione e informazione. Impiega il denaro che riceve per mantenere i figli al college, la moglie e la madre in Irlanda. Viene ben pagato da Virgil Sollozzo, noto narcotrafficante, per spalleggiare la famiglia Tattaglia. Viene assassinato insieme a Sollozzo dal giovane Michael Corleone, che poi fuggirà in Sicilia per evitare rappresaglie. L'omicidio suo e di Sollozzo scatena una violenta faida tra le famiglie mafiose di New York che durerà molti anni, destinata a ridimensionare i rapporti di forza tra la malavita e il mondo legale, e la malavita al suo interno.
Nel film Il padrino diretto da Francis Ford Coppola è interpretato da Sterling Hayden; nell'edizione italiana originale è doppiato da Gino Donato, mentre nel ridoppiaggio del 2007 da Luciano De Ambrosis.

#### Amerigo Bonasera
Amerigo Bonasera è uno dei tanti emigranti italiani giunti negli Stati Uniti alla ricerca di fortuna; è sposato e ha un'unica figlia. A New York ha iniziato un'attività di impresario delle onoranze funebri, che lo ha reso ricco. Sebbene vi siano stati dei legami sporadici tra la sua famiglia e i Corleone, la più potente famiglia locale di Cosa Nostra (Carmela, la moglie di don Vito Corleone, è madrina di battesimo di sua figlia), egli ha sempre mantenuto le distanze, preferendo vivere nella piena legalità e obbedienza al sistema. Una sera, la figlia viene fatta ubriacare, aggredita e sfigurata, poco più che ventenne, da due giovani figli di potenti uomini politici (uno dei quali è il suo fidanzato), dopo aver tentato invano di stuprarla. Bonasera si rivolge alla giustizia ordinaria, che persegue i due criminali e li processa. Ma quando il giudice li condanna a una pena tutto sommato lieve (3 anni con la condizionale), e li rimette immediatamente in libertà, si sente defraudato dal sistema nel quale aveva creduto; nel giorno del matrimonio di Connie, figlia di don Vito, occasione in cui è tradizione che il padrino non rifiuti un favore, gli si rivolge per chiedere vendetta, commissionandogli il loro omicidio a pagamento. Don Vito rifiuta, oltraggiato dall'indifferenza e dalla mancanza di rispetto di Bonasera, e ritenendo la morte dei giovani una punizione eccessiva, visto che la figlia di Bonasera è sopravvissuta all'aggressione (ma riportandone menomazioni permanenti). Infine, dopo essersi assicurato la sua devota obbedienza, accetta di incaricarsi di quella che ritiene una "ragionevole" vendetta, ovvero pestare a sangue i due giovani causando loro conseguenze analoghe a quelle subite dalla figlia di Bonasera. Non chiede denaro, ma gli rende noto che ora è suo debitore, e un giorno potrebbe tornare a richiedergli un favore in cambio. Don Vito onorerà l'impegno, dando disposizioni al consigliere e figliastro Tom Hagen di assegnare il compito agli uomini del caporegime Peter Clemenza, non senza raccomandarsi che il tutto sia eseguito senza eccesso di violenza. Due anni dopo, quando scoppia la guerra tra le Cinque Famiglie di New York, il figlio del padrino Santino Corleone viene ucciso in un'imboscata, crivellato da colpi di mitra; don Vito, sconvolto per la perdita e ancora convalescente dall'attentato in cui è rimasto coinvolto, convoca Bonasera nel suo laboratorio, fa portare le spoglie del figlio e, visibilmente commosso, gli chiede di comporle, in modo che la madre possa vederlo un'ultima volta senza le tremende conseguenze dei colpi subiti; in tal modo, salda il suo debito con la famiglia Corleone; successivamente, alla morte di don Vito, ne organizzerà il sontuoso funerale.
Nel film Il padrino diretto da Francis Ford Coppola è interpretato da Salvatore Corsitto; nell'edizione italiana originale è doppiato da Arturo Dominici.

#### Paulie Gatto
Paul Gatto, soprannominato Paulie, nato a New York da una famiglia siciliana, si fa strada giovanissimo nel mondo criminale di New York, finendo con l'essere reclutato tra le schiere di Peter Clemenza, caporegime della famiglia Corleone, di cui diviene uno dei soldati più abili e fidati. Dopo aver assassinato una persona su ordine dei suoi capi, superando abilmente la prova di noviziato, ottiene da Clemenza i documenti medici necessari per l'esenzione dal servizio militare, nei quali risulta falsamente esser stato sottoposto a un trattamento di elettroshock per malattia mentale. Le mansioni di un soldato del suo livello sono molte, e spesso si ritrova a guidare le automobili del capomafia don Vito, e di Clemenza, che viene messo al corrente di una sua implicazione in attività contrarie alle regole impartite dalla famiglia, guadagnando tremila dollari dal settore di confezioni a Manhattan, e possedendo interessi in un'altra piccola partecipazione in una fabbrica di porcellane pregiate negli slums di Brooklyn. Proprio per questo motivo, Clemenza lo tiene in grande considerazione, sostenendo che con queste stesse attività non arrechi alcun disturbo, dimostrandosi piuttosto una persona molto precisa e competente in tutto ciò che fa. A seguito delle suppliche di Amerigo Bonasera, che intende vendicare la figlia aggredita e sfigurata da due stupratori, gli viene impartito l'ordine di punire i due giovani aggressori; Gatto li fa pestare sin quasi allo sfinimento da due ex pugili reclutati tra gli uomini di Clemenza. Lo stesso Tom Hagen, consigliere del padrino, rimane impressionato dal buon esito di questa missione, e raccomanda a Clemenza di concedergli una qualche forma di promozione. Pochi mesi dopo, però, viene corrotto da Virgil Sollozzo, signore della droga affiliato alla Famiglia Tattaglia, perché relazioni sugli spostamenti e le abitudini di Don Vito, dando così alla cosca rivale l'opportunità di colpirlo con sicari scelti. Nel mese di dicembre si finge malato di influenza, ragion per cui rimane a casa molto di frequente per curarsi. Di conseguenza, in un primo momento il giorno in cui il padrino viene colpito da due soldati al servizio dei Tattaglia, la sua assenza non desta sospetti; successivamente il suo traffico telefonico viene fatto controllare dai capi della famiglia Corleone. Il figlio di Don Vito, Santino, ottiene le prove innegabili dei suoi intercorsi telefonici con Sollozzo e ordina a Clemenza di ucciderlo. Il caporegime, dunque, progetta come copertura una visita in città in automobile insieme a lui e a Rocco Lampone, con lo scopo ufficiale di trovare gli appartamenti necessari in cui trasferire e nascondere i soldati della Famiglia non appena incominceranno gli scontri con i Tattaglia. In realtà è solo una trappola, infatti con l'auto si recano nei campi paludosi situati nella periferia di Jersey City, e quando il caporegime si allontana momentaneamente dalla vettura con la scusa di orinare, Rocco gli spara tre colpi alla nuca. Dopo essere stato ucciso da Rocco Lampone (che viene promosso da picciotto a soldato), il suo cadavere viene lasciato sull'automobile affinché la notizia della sua morte arrivi ai Tattaglia, come dimostrazione che i Corleone hanno individuato la loro spia. Nonostante ciò, quando Virgil Sollozzo apprende della sua morte, rimane comunque indifferente, in quanto lui stesso aveva già eliminato in precedenza l'ostacolo più pericoloso della famiglia Corleone, ovvero Luca Brasi. 14 anni dopo la sua morte, il nome di Paulie compare con lo status di "deceduto" durante l'inchiesta del senato contro Michael Corleone, più precisamente nella piantina che raffigura tutti i volti e i ranghi dei membri passati e presenti sotto il regime della Famiglia Corleone.
Nel film Il padrino diretto da Francis Ford Coppola è interpretato da John Martino; nell'edizione italiana originale è doppiato da Gigi Reder, mentre nel ridoppiaggio del 2007 da Tony Sansone.

#### Jack Woltz
Jack Woltz nasce e vive a New York. A dieci anni lavora spingendo barilotti vuoti di birra e carretti a mano nell'East Side, mentre a venti anni aiuta il padre a sorvegliare un gruppo di sarti a cottimo assai sfruttati. Lascia trentenne New York per il West, dove ha investito molti soldi nel mondo del cinema, divenendo un pioniere nel campo. A quarantotto diviene il più potente magnate di Hollywood, conservando però i propri modi rozzi e inadeguati all'alta società. Due anni dopo, a cinquanta, prende lezioni di dizione, e apprende da un cameriere inglese l'arte del vestirsi e da un maggiore, anch'egli inglese, il comportamento educato. Woltz si sposa due volte, la seconda con un'attrice famosa che non ama recitare. L'unica figlia sposa un lord inglese, figlio di un'aristocratica italiana. A sessant'anni, è membro della Advisor Council for War Information della Casa Bianca, divenendo di fatto il consulente presidenziale per la propaganda di guerra, e amico personale di J. Edgar Hoover. Nel 1945, entra in contrasto con Johnny Fontane, a cui nega la parte principale in un film di guerra. Nelle trattative entra don Vito Corleone, il più temuto e potente boss mafioso di New York nonché padrino di battesimo di Fontane, tramite il suo consigliere Tom Hagen, ma Woltz rifiuta categoricamente. Per convincerlo, il don ordina di tagliare la testa del nuovo cavallo di Woltz (suo pupillo, nonché stallone purosangue da 600.000$ dell'epoca) e di farla trovare a Woltz sul letto il giorno dopo, al suo risveglio. Dopo l'orrendo risveglio, Woltz accetta di affidare a Johnny la parte nel film, e i servizi che don Corleone gli offre in cambio nei sindacati e aiutando uno dei suoi migliori attori, un tossicomane, a disintossicarsi. Si scopre, grazie ad una scena tagliata, la sua pedofilia e la sua depravazione sessuale.
Il personaggio di Jack Woltz si ispira alla figura di Harry Cohn, presidente della Columbia Pictures. Nel film Il padrino diretto da Francis Ford Coppola è interpretato da John Marley; nell'edizione italiana originale è doppiato da Sergio Graziani, mentre nel ridoppiaggio del 2007 da Dario Penne.

#### Don Emilio Barzini
Don Emilio Barzini (chiamato Barrese nel doppiaggio originale del primo film) è il boss di una delle Cinque famiglie di New York, ed esercita il potere in competizione con don Vito Corleone. Ha interessi nel traffico di droga, nel gioco d'azzardo e nella prostituzione, oltre che nel Nevada, a Las Vegas. A differenza di Corleone e Ottilio Cuneo, non è considerato un "Mustache Pete" e gode di un grande rispetto fra i capi mafiosi più giovani. È rispettato anche dalla famiglia Corleone, al punto che è fra gli invitati al matrimonio di Connie Corleone. Tuttavia, quando don Vito rifiuta il suo appoggio nel traffico di eroina, Barzini segretamente cospira con le altre famiglie per far guerra ai Corleone, forzandole a far pace e ad aprire il loro territorio al traffico di droga. Contatta Carlo Rizzi con un piano per attirare Santino Corleone ad un casello autostradale, dove Santino cade in un agguato e viene ucciso. Don Corleone, come conseguenza dell'uccisione del figlio, accetta di dare la sua protezione all'affare della droga e di non rompere la pace, a patto di far rientrare a New York l'altro figlio, Michael, che si trovava in Sicilia. Non ancora soddisfatto, Barzini inizia a conquistare il territorio dei Corleone a New York, e corrompe il caporegime dei Corleone a Brooklyn, Salvatore Tessio, per organizzare un'altra conferenza di pace, dove Michael avrebbe dovuto essere ucciso. I Corleone, però, erano a conoscenza da tempo dei progetti di Barzini, e il giorno dell'incontro Barzini (come i boss delle altre famiglie) viene assassinato dal picciotto dei Corleone Al Neri, che, travestito da poliziotto, uccide il Don e la sua guardia del corpo nei pressi del tribunale di New York. Nel videogioco del 2006, Barzini uccide Johnny, il padre del protagonista, causando un sentimento di vendetta. Nel gioco Barzini viene ucciso dal protagonista, sempre di fronte al tribunale, aiutato da Al Neri.
Nel film Il padrino diretto da Francis Ford Coppola è interpretato da Richard Conte; nel ridoppiaggio del 2007 è doppiato da Sergio Di Stefano.

#### Don Philip Tattaglia
Don Philip Tattaglia è il capo di una delle Cinque Famiglie mafiose di New York. Inizialmente, il suo principale giro d'affari riguarda la prostituzione, ma è il primo a dare il suo appoggio al traffico di droga di Virgil Sollozzo, riuscendo poco dopo a coinvolgere il ben più potente don Emilio Barzini (chiamato Barrese nel doppiaggio originale del primo film) nel narcotraffico. Con l'appoggio di Barzini, dà inizio a una sanguinosa guerra tra le Cinque famiglie, attaccando la famiglia Corleone dopo che il boss don Vito Corleone nega a Sollozzo il proprio appoggio nel traffico degli stupefacenti: la guerra ha inizio quando Sollozzo e Bruno Tattaglia, figlio di don Philip, uccidono il feroce Luca Brasi, e quando alcuni sicari feriscono gravemente don Corleone. Don Tattaglia subisce un brutto colpo quando venne assassinato Bruno, e quando Vito Corleone si riprende dal fallito attentato, i due cercarono di far finire la guerra. Tattaglia fa la stessa fine degli altri cospiratori: mentre è a letto con una prostituta, viene ucciso a colpi di mitra da Rocco Lampone e da un altro sicario agli ordini di Michael Corleone, e nell'esecuzione muore anche la prostituta che faceva "compagnia" al boss. Nel videogame ispirato al film, il protagonista uccide don Tattaglia allo stesso modo, eccetto che Tattaglia prende in ostaggio la prostituta, offrendo così al giocatore l'opportunità di risparmiarla.
Nel film Il padrino diretto da Francis Ford Coppola è interpretato da Victor Rendina; nel ridoppiaggio del 2007 è doppiato da Pino Ammendola (che, curiosamente, nell'edizione italiana originale aveva doppiato il personaggio del figlio di don Tattaglia, Bruno).

#### Bruno Tattaglia
Bruno Tattaglia è figlio di don Philip Tattaglia, uno dei capi delle Cinque famiglie di New York. Alla pari del padre, viene più volte descritto come un doppiogiochista per natura, un ruffiano e uno dedito esclusivamente ai propri interessi, dichiaratamente lontani da quelli della Famiglia. La sua società legittima è un celebre night club newyorkese frequentato da clienti di primo piano, tra cui il capitano di Polizia Mark McCluskey, il quale ripulisce la fedina penale delle ragazze squillo sotto il controllo del padre e che il giovane impiega nel proprio locale. Luca Brasi, il principale sicario e agente di don Vito Corleone, il più temuto mafioso del tempo, si avvicina a una delle più importanti ragazze del locale di Bruno, facendo credere di essere stato messo da parte dalla famiglia Corleone, e che teme per la propria carriera mafiosa. In realtà deve investigare sul conto di Virgil Sollozzo, noto spacciatore di droga calabrese che gode dell'appoggio dei Tattaglia, e per mezzo di Bruno stesso riesce a combinare un incontro con lui. Poiché i Tattaglia e Sollozzo hanno in realtà scoperto l'inganno, uccidono Brasi e ne nascondono il corpo in un luogo sicuro, mandando alla famiglia Corleone il giubbotto antiproiettile con dentro un pesce: è il messaggio che il loro uomo "dorme con i pesci". Ha inizio la guerra tra i Corleone e i Tattaglia. L'attentato che don Philip ordina alla vita di don Vito non ha successo, ma lo costringe a una lunga e durissima convalescenza all'ospedale, lasciandolo in sospeso tra la vita e la morte. Il figlio dell'infortunato, Sonny, assume così la guida della famiglia e ordina l'omicidio di Bruno, per compensare la mossa con cui Sollozzo ha privato don Corleone della scorta all'ospedale, esponendolo a un possibile nuovo attacco. La morte di Bruno e in seguito quella dello stesso Sonny convince le Famiglie rivali a cercare una soluzione di pace al loro conflitto.
Nel film Il padrino diretto da Francis Ford Coppola è interpretato da Tony Giorgio; nell'edizione italiana originale è doppiato da Pino Ammendola (che, curiosamente, nel ridoppiaggio del 2007 avrebbe prestato la voce al padre di Bruno, don Philip Tattaglia).

#### Don Anthony Stracci
Don Anthony Stracci (chiamato Victor Strachi nel primo film) è un anziano boss del New Jersey che è invischiato principalmente nel traffico merci tramite i moli sul fiume Hudson, nei narcotici e nel gioco d'azzardo. Disprezza la prostituzione, che ritiene vile e sporca, nonostante la sua famiglia sia estremamente violenta e brutale nel risolvere i conflitti e negli affari. Si allea con Emilio Barzini (chiamato Barrese nel doppiaggio originale del primo film) nell'affare del traffico di stupefacenti, a causa della quale viene assassinato personalmente dal caporegime Peter Clemenza in un hotel, con un fucile a canne mozze (questo nel film, mentre nel romanzo solo Barzini e Tattaglia vengono uccisi, mentre Cuneo e Stracci rimangono alleati di Michael Corleone). Nel videogame il protagonista uccide Don Stracci in un modo molto simile a quello del film, in compagnia di Clemenza, nell'hotel St. Albans.
Nel film Il padrino diretto da Francis Ford Coppola è interpretato da Don Costello.

#### Don Ottilio Cuneo
Don Ottilio Cuneo (nel film chiamato Carmine Cuneo) è il capo dell'omonima famiglia, una delle Cinque famiglie di New York. Ha parteggiato con Emilio Barzini (chiamato Barrese nel doppiaggio originale del primo film) contro il più potente boss di New York, don Vito Corleone, per espandere il proprio territorio e consentire lo spaccio di droga nella Grande Mela. Per aver cospirato contro i Corleone, Cuneo fu assassinato dal soldato Willi Cicci, che intrappola il don dentro una porta girevole di un hotel, uccidendolo con una pistola (questo nel film, mentre nel romanzo solo Barzini e Tattaglia vengono uccisi, mentre Cuneo e Stracci rimangono alleati di Michael Corleone); ne Il ritorno del padrino Cuneo è uno dei Don che tenta di mantenere la pace fra i Corleone e i loro nemici.
Nel film Il padrino diretto da Francis Ford Coppola è interpretato da Rudy Bond.

#### Don Giuseppe Zaluchi
Don Giuseppe "Joseph" Zaluchi nasce in Sicilia, ma emigra negli Stati Uniti d'America alla ricerca di fortuna, stabilendosi nella città di Detroit. In età adulta è titolare di una sua attività, ma viene costretto a pagare la protezione alla temuta Purple Gang, una feroce banda di teppisti che causa forti disordini in città. Dopo poco tempo decide di prendere lui stesso il controllo della situazione, recandosi a New York per incontrare il potente mafioso don Vito Corleone, che invia a Detroit alcuni uomini fidati per aiutarlo. Dopo aver ottenuto una certa influenza politica, alleati, e costruito una famiglia solida e bene organizzata, Zaluchi avvia una campagna atta a spazzare via la vecchia e chiassosa gang, giungendo alla vittoria definitiva un anno più tardi, cosa che fa di lui il padrino di Detroit e un solido alleato dei Corleone. Don Vito lo introduce in un redditizio giro di contrabbando di alcol canadese, che di fatto gli rende un'immensa ricchezza che investe nell'estensione della sua influenza al di fuori di Detroit, diventando negli anni uno dei principali capi mafiosi degli Stati Uniti. Proprietario di una lussuosa casa da centomila dollari nel mezzo dell'elegante quartiere Grosse Point, è noto per essere un padrino sofisticato e piuttosto al di sopra delle righe. Tuttavia è molto apprezzato dagli altri mafiosi per la sua intelligenza e il suo "buongoverno": non attira mai l'attenzione delle autorità e non si lascia mai coinvolgere in inutili lotte e atti di violenza, al punto che la sua città ha la più bassa percentuale di omicidi, come dimostrano le due sole esecuzioni avvenute in tre anni. La sua famiglia, sotto un'intricata e opportuna rete di prestanome e coperture, gestisce le piste ippiche e il gioco d'azzardo ad alto livello. I suoi legami con i Corleone si consolidano soprattutto dopo il matrimonio del suo primogenito con la figlia del caporegime Peter Clemenza. Al pari di don Vito, disapprova il traffico di droga, grande affare che provoca una feroce guerra tra mafiosi a New York e dintorni, ma non riesce a tenerne fuori alcuni dei suoi uomini migliori, sempre più attratti dalle sue promesse di fortuna. Oltre a motivi più puramente diplomatici, questo è il principale motivo per cui, nel corso di un incontro di pace tra tutte le famiglie mafiose, si pronuncia a favore del nuovo giro d'affari, sottolineando però la forte esigenza di sottoporlo a severe regole condivise tramite le quali si possano impedire nuove rivalità interne a Cosa Nostra o un disastroso intervento da parte delle risolute autorità legali del Paese.
Il personaggio di don Zaluchi è ispirato a Joseph Zerilli e compare nei romanzi Il padrino, Il ritorno del padrino e La vendetta del padrino. Nel film Il padrino diretto da Francis Ford Coppola è interpretato da Louis Gruss.

#### Don Fanucci
Fabrizio Fanucci è un piccolo ma feroce estorsore, affiliato alla Mano Nera, che spreme gli italo-americani chiedendo il pizzo, indipendentemente che siano commercianti o piccoli criminali.
Agisce nei quartieri di Hell's Kitchen e Little Italy. Un giorno viene aggredito e ferito alla gola da tre giovani banditi, come rappresaglia per i suoi metodi oppressivi, riesce a ucciderne solo uno, e accetta il compenso dagli altri due perché non vengano toccati. Agli occhi di Vito la mancata vendetta totale, unita al fatto che Fanucci è sempre senza guardie del corpo (al contrario dei boss siciliani conosciuti da Vito), dimostrano che non è un vero uomo d'onore, ma solo un piccolo delinquente isolato, senza contatti con la Mano Nera.
Tra i negozi che lo pagano vi è la drogheria del padre di Genco Abbandando.
Fanucci ricatta a fine di estorsione anche i giovani Vito Corleone, che ha assistito al suo ferimento mentre lavorava come droghiere, Peter Clemenza e Salvatore Tessio, impegnati nella ricettazione di vestiti, imponendogli un alto tributo finanziario per le loro piccole attività, ma il giovane Vito, fingendo di assecondarlo, nel giorno della festa della patrona, lo uccide a colpi di pistola, prendendo il suo posto al comando del quartiere e iniziando la sua ascesa ai vertici di Cosa nostra.
Interpretato da Gastone Moschin, nel doppiaggio originale italiano del film Il padrino - Parte II, il personaggio parla in napoletano, mentre nella versione originale inglese-italiano il personaggio parla in siciliano.

#### Don Tommasino
Don Tommasino è un amico di vecchia data di Don Vito Corleone e lo aiuta ad uccidere Don Ciccio di Corleone, l'uomo che aveva fatto uccidere il padre Antonio Andolini, il fratello Paolo (solo nel secondo film, poiché nel romanzo Vito è figlio unico) e la madre. In questa occasione, viene colpito alle gambe dai picciotti di Don Ciccio, mentre scappa assieme a Vito, e da allora è costretto su una sedia a rotelle o a camminare con l'appoggio di un bastone. Con la morte di Don Ciccio, Tommasino ne prende il posto come don di Corleone. In seguito ha un figlio, Calogero, e resterà amico di Vito per tutta la vita. Quando Michael, figlio di Vito, è costretto a scappare in Sicilia dopo l'omicidio di Virgil Sollozzo e del capitano Mark McCluskey, Tommasino ospita il giovane, tenendolo al sicuro ma, purtroppo, senza riuscire a impedire che la moglie di quest'ultimo, Apollonia Vitelli, venga uccisa. Molti anni dopo Don Tommasino, ormai novantenne, riconosce per strada il sicario Mosca da Montelepre, assoldato da don Altobello, e per questo l'anziano boss viene ucciso sul posto, per impedire che avvertisse Michael del pericolo. La sua morte è l'evento grazie a cui Michael capisce di non poter continuare ad essere Don Corleone e a decidere, quindi, di passare il ruolo al nipote Vincent.
Nella trilogia de Il padrino diretta da Francis Ford Coppola è interpretato da Corrado Gaipa nel primo film, da Mario Cotone (doppiato nell'edizione italiana originale da Michele Gammino) nel secondo, in cui compare da giovane, e da Vittorio Duse nel terzo (doppiato da Franco Chillemi): inizialmente, era previsto che fosse Gaipa a riprendere il ruolo dal primo film, ma il decesso dell'attore costrinse la produzione a una sostituzione dell'interprete, vertendo quindi su Duse.

#### Fabrizio
Fabrizio è un pastore siciliano al servizio di Don Tommasino. Ha brevemente prestato servizio in Marina durante la guerra, e da allora sogna di vivere in America. Nello stesso periodo si è fatto fare un tatuaggio sullo stomaco, per coprire una voglia rossa. Insieme a Calò, un altro pastore, fa da guardia del corpo al giovane Michael Corleone, in esilio in terra siciliana dopo l'uccisione di Virgil Sollozzo e del capitano di polizia Mark McCluskey. Corrotto da emissari di Emilio Barzini (chiamato Barrese nell'edizione italiana originale del film) di New York, piazza una bomba su un'automobile destinata a Michael, ma su di essa muore invece Apollonia, giovane moglie di Michael. Successivamente si saprà da Al Neri che sposa una donna americana, con cui avrà due figli, e riuscirà ad aprire una pizzeria. Michael vendica Apollonia facendo uccidere Fabrizio nella sua pizzeria da un sicario dei Corleone che gli spara alla nuca.
Nella trilogia de Il padrino diretta da Francis Ford Coppola è interpretato da Angelo Infanti: compare solo nel primo film, poiché la scena della sua uccisione (che diverge da quella descritta nel romanzo, venendo ucciso con una bomba nella sua auto appena esce da un suo locale a New York) nel secondo è stata tagliata in fase di montaggio.

#### Calò
Calò è un pastore siciliano, e saltuariamente presta servizio per il boss locale, don Tommasino. È un siciliano silenzioso, lavora gomito a gomito con Fabrizio. Dopo aver fatto da guardia del corpo a Michael Corleone, entra stabilmente tra le file di don Tommasino, diventando il suo vero e proprio braccio destro fino alla morte di lui ad opera di Mosca, un assassino siciliano assoldato da don Altobello. Per ordine del nuovo boss della famiglia Corleone, Vincent Mancini, si reca disarmato alla residenza di Licio Lucchesi, colui che controlla i vertici del potere italiano, e lo uccide conficcandogli in gola i suoi stessi occhiali, ma nello stesso istante viene ucciso a colpi di pistola dalle guardie del corpo. Nel romanzo, invece, Calò viene ucciso dall'esplosione che uccide anche Apollonia, a bordo dell'auto di Michael.
Nella trilogia de Il padrino diretta da Francis Ford Coppola è interpretato dall'attore italiano Franco Citti e compare nel primo e terzo film (in quest'ultimo, è doppiato da Michele Gammino).

#### Willi Cicci
William Cicci, soprannominato Willi, è un personaggio dei film Il padrino e Il padrino - Parte II. È uno scagnozzo nel regime di Peter Clemenza, su ordine del quale esegue l'uccisione di Ottilio Cuneo (nel doppiaggio italiano del film, chiamato Carmine Cuneo), uno dei boss mafiosi nemici della famiglia Corleone. Successivamente è tra gli uomini incaricati di uccidere Salvatore Tessio, caporegime traditore vendutosi a Emilio Barzini (chiamato Barrese nel doppiaggio originale del primo film), capo dell'omonima famiglia rivale ai Corleone. Dopo aver militato nel regime di Frankie Pentangeli, caporegime di Clemenza (divenuto boss), assume l'incarico di guardia del corpo di Pentangeli, succeduto come don a Clemenza. Viene ferito nella sparatoria immediatamente successiva al fallito attentato nei confronti di Pentangeli. Testimonia contro Michael Corleone in un'inchiesta senatoriale, su ordine del pentito Frankie Pentangeli, ignara pedina nelle mani di Hyman Roth.
È interpretato da Joe Spinell. Francis Ford Coppola e Mario Puzo avrebbero voluto reintrodurre il personaggio di Willi Cicci anche ne Il padrino - Parte III, quale boss della famiglia Corleone succeduto a Pentangeli, tuttavia il prematuro decesso di Spinell li costrinse a eliminare Cicci dalla sceneggiatura, sostituendolo con Joey Zasa.

#### Hyman Roth
Hyman Roth, nato Suchowsky, è un personaggio del film Il padrino - Parte II, poi apparso anche nel romanzo Il ritorno del padrino. È un criminale ebreo di Hell's Kitchen, New York. Tramite Peter Clemenza, membro della neonata famiglia Corleone, fa la conoscenza del giovane don Vito Corleone, il capoclan che detiene il potere nel quartiere di Little Italy, che gli suggerisce di cambiare nome per celare le origini ebraiche. Clemenza suggerisce Johnny Lips, ma Don Vito gli chiede chi sia la persona che ammira di più al mondo, e Hyman cita Arnold Rothstein, da cui trae il nuovo cognome, Roth. Negli anni del proibizionismo, Roth tratta per conto dei Corleone un grosso traffico di alcolici, e diventa socio e amico di Moe Greene, fondatore di Las Vegas, immettendosi nel gioco d'azzardo. A dispetto della loro cooperazione, don Vito sembra non fidarsi troppo di lui, ritenendolo avido, ingannevole e abile nei raggiri. Hyman comanda su pochi subalterni, ma vanta l'amicizia con le maggiori organizzazioni criminali del Paese, come Johnny Ola e i fratelli Rosato di New York, da cui trae tutta la forza necessaria, e dispone del talento di garantire buoni affari ai suoi amici, così da divenire un soggetto intoccabile e assai influente. Ormai in ritiro parziale e sofferente di attacchi di cuore, si stabilisce a Miami, dove è ufficialmente ritenuto un azionista ormai in pensione, ma i trecento milioni di dollari che possiede sono sotto le costanti indagini della polizia fiscale e dell'FBI. Nonostante i problemi di salute, organizza abilmente solidi legami commerciali con il governo di Cuba di Fulgencio Batista, in cui coinvolge senatori, capitalisti e mafiosi, tra cui Michael Corleone, figlio del defunto don Vito e suo successore al comando della famiglia. Benché lo tratti apertamente come un figlio e successore, Hyman trama la sua eliminazione, probabilmente per vendicare l'assassinio di Moe Greene, ucciso proprio dai Corleone durante un regolamento di conti. Johnny Ola convince Fredo, l'ingenuo fratello maggiore di Michael, a intrufolare nella villa di famiglia alcuni sicari, promettendogli con l'inganno una grossa percentuale legata a un affare importante che gli uomini vogliono presentare al fratello. Ma Michael sopravvive per miracolo alla sparatoria, essendo stato informato in anticipo di un possibile tradimento da parte del vecchio alleato, e decide di vendicarsi, ma solo dopo aver scoperto l'identità del traditore che ha facilitato l'ingresso dei sicari. Per questo coinvolge Frank Pentangeli, mafioso agli ordini dei Corleone, a cui ordina di fare la pace con i Rosato, chiudendo una recente faida apertasi con la morte di Clemenza: in tal caso Hyman penserà che tra loro vi siano ancora buoni rapporti, e il traditore uscirà allo scoperto. Hyman invita i soci in affari a L'Avana, dove incontra il Presidente, per dividere con essi gli interessi nel gioco d'azzardo e del turismo nell'isola caraibica. Ma Michael non perde tempo: scopre che il traditore è proprio l'ingenuo Fredo, e la notte di Capodanno, mentre i ribelli di Fidel Castro rovesciano il governo, un suo sicario uccide Ola, e subito dopo tenta di soffocare Hyman, ricoverato in ospedale dopo un grave malore. Tuttavia, l'assassino viene sorpreso da un manipolo di soldati che gli sparano mortalmente. Con una rocambolesca fuga, Hyman riesce a scappare per mezzo di un motoscafo, e come lui i suoi soci tornano in patria con mezzi di fortuna. Tornato in Nevada, Michael scopre che Pentangeli è stato quasi ucciso dai Rosato, e ora è detenuto dall'FBI: convinto che i Rosato volessero ucciderlo per suo volere, ha accettato di denunciarlo davanti a una Commissione del Senato dietro alla quale c'è Hyman, per mezzo dell'avvocato Questadt. Dopo aver indotto Pentangeli a ritrattare le accuse, grazie al tempestivo intervento del fratello dello stesso Pentangeli, portato direttamente in America dalla Sicilia per salvare l'onore della famiglia, viene convinto a suicidarsi, Michael scopre che Hyman sta per atterrare a Miami, dove manda Rocco Lampone a ucciderlo con un colpo di pistola al petto.
Il personaggio di Hyman Roth è ispirato alla figura del malavitoso Meyer Lansky. È interpretato da Lee Strasberg; nell'edizione italiana originale del film è doppiato da Giorgio Piazza, mentre nel ridoppiaggio del 2007 da Dario Penne. Nelle sezioni ambientate nel passato del film, erano state realizzate anche alcune scene in cui il giovane Roth (interpretato da John Megna) faceva la conoscenza del giovane Vito Corleone, ma tali scene furono infine tagliate. L'interpretazione del personaggio da parte di Strasberg colpì il reale Lansky al punto che il malavitoso telefonò all'attore per congratularsi della sua interpretazione.

#### Frankie Pentangeli
Frank Pentangeli, soprannominato anche come "Frankie Five Angels", è un personaggio del film Il padrino - Parte II. Pentangeli nasce a Partinico, paese della provincia di Palermo, ed è il fratello minore di don Vincenzo Pentangeli, uno dei più pericolosi e quotati padrini di Cosa nostra. Appena si trasferisce a New York, conosce e diviene subito amico di Peter Clemenza, caporegime della neonata famiglia Corleone, che lo inizia alla vita criminale reclutandolo nel proprio regime. Negli anni si guadagna la posizione di braccio destro di Clemenza, e lo stesso don Vito Corleone, il capo della Famiglia, ha una buona considerazione di lui. Frank è sposato con una siciliana e padre di una figlia. Quando i Corleone si trasferiscono in Nevada, Clemenza diviene capo di una sua Famiglia, e Frank diviene suo caporegime, succedendogli al titolo di padrino alla sua morte nel 1958 e confermando la grande amicizia e alleanza con i Corleone. Nello stesso anno, partecipa alla prima comunione di Anthony Vito Corleone, figlio di Michael, a sua volta figlio di don Vito ed erede alla guida della Famiglia. Durante un colloquio privato, Frankie chiede il permesso di uccidere i fratelli Rosato, suoi rivali, che rivendicano alcuni territori che Clemenza aveva promesso prima di morire; Michael glielo nega fermamente, dato che essi rispondono direttamente ad Hyman Roth, anziano criminale ebreo con cui i Corleone sono in affari. Frank si offende per il diniego e, la stessa notte, Michael scampa a un attentato nella sua stessa casa. Il giovane capo va a trovare Frank nella sua casa a New York, la stessa in cui aveva vissuto da ragazzo prima di partire per il Nevada e che poi è passata a Clemenza e infine a Frank, cui rivela di sospettare che dietro l'attentato vi sia Roth, e gli chiede di contribuire alla vendetta nei suoi confronti: deve rappacificarsi con i Rosato affinché Roth non sospetti minimamente della rappresaglia in arrivo. Frank accetta immediatamente e organizza un incontro con i Rosato, senza immaginare che si tratta di una trappola; infatti i due tentano di ucciderlo, affermando di agire per ordine di Michael, ma il casuale intervento di un poliziotto gli salva la vita, dando il via a una violenta sparatoria. Convinto che i Corleone lo vogliano morto, si consegna all'FBI, che lo inserisce nel Programma protezione testimoni, e (insieme a Willi Cicci, la sua guardia del corpo) rivela tutto ciò che sa sulle attività e le risorse della Famiglia, sia a New York sia in Nevada. Frattanto, Michael torna da Cuba, dove la rivoluzione ha interrotto la festa del Capodanno e mandato in fumo gli affari milionari conclusi per mezzo di Roth con il presidente Fulgencio Batista, e apprende da Tom Hagen, il suo consigliere e avvocato, che, al fallimento dell'attentato originario contro di lui, Roth ha ordinato ai Rosato di fingere un tentativo di assassinio a danno di Frank, facendogli credere che l'ordine provenisse dai Corleone: ciò induce Frank a denunciarli. Non c'è modo, per i Corleone, di ucciderlo prima del processo, poiché strettamente sorvegliato dall'FBI: così Michael manda i suoi emissari da don Vincenzo, a Partinico, facendolo comparire durante un'udienza con Frank come testimone. L'uomo scorge il fratello e, ricordando l'importanza dell'omertà, del silenzio complice e delle implicazioni di una sua confessione, ritratta ogni accusa con atteggiamento farsesco, suscitando un generale stupore; aggiunge che l'FBI l'aveva convinto a firmare dichiarazioni false con la promessa del perdono. Dopo l'udienza, Hagen fa visita a Frank, e gli fa intendere che il suo suicidio consentirà alla sua famiglia di sopravvivere, sotto la protezione dei Corleone: Frank torna quindi nella sua stanza, ormai perennemente sorvegliata dagli agenti federali, riempie la vasca da bagno e, una volta dentro, si taglia le vene dei polsi con una lametta da barba.
È interpretato da Michael V. Gazzo; curiosamente, in entrambe le edizioni italiane del film gli è stata prestata la voce da un attore che l'aveva prestata a un altro personaggio nel precedente: nell'edizione originale, infatti, è doppiato da Giuseppe Rinaldi (doppiatore di don Vito nella medesima edizione del primo film), mentre nel ridoppiaggio del 2007 da Giorgio Lopez (doppiatore di Clemenza in tale riedizione del primo film).

#### Sen. Pat Geary
Il senatore Patrick Geary, soprannominato Pat, è un personaggio del film Il padrino - Parte II. Senatore del Nevada, è un politico corrotto, in affari con il gangster ebreo Hyman Roth e con la famiglia Corleone, clan mafioso con cui è implicato nella gestione di alcuni alberghi e casinò in Nevada e a Cuba. Ipocrita e affarista, non si fa scrupoli nel discriminare le minoranze e gli immigrati che invece al Congresso dichiara di difendere. Partecipa alla Prima Comunione di Anthony Vito Corleone, figlio di Michael Corleone, capo dell'omonima famiglia a cui impone prezzi per le licenze per il gioco d'azzardo ben superiori alla norma, nel chiaro desiderio di spremerlo. Il padrino, però, sa di non poter fare a meno del senatore, e decide di piegarlo ai suoi voleri inviando Al Neri, il proprio guardaspalle e sicario, nella casa di tolleranza che Geary frequenta, di proprietà dei Corleone. L'uomo uccide la prostituta mentre ha un rapporto sessuale con il politico, che tramortisce. Al suo risveglio, Geary crede di essere stato lui a compiere l'omicidio. Tom Hagen, il fratello adottivo di Michael e suo avvocato e consigliere, che da quando il boss è in viaggio tra Miami e Cuba opera per conto suo, lo raggiunge all'istante, e lo informa che il bordello è di loro proprietà, e che la ragazza, priva di documenti o parenti, verrà fatta sparire senza difficoltà. In cambio, lui dovrà solo proclamare il suo rispetto per i Corleone. Poco tempo dopo, quando Michael è al centro di un'inchiesta senatoriale manovrata da Hyman Roth, Geary pronuncia un toccante discorso in difesa degli italoamericani, sottolineandone l'importanza nella storia statunitense, e precisando che le inchieste sulla mafia non vogliono essere un atto di sfiducia verso di loro.
È interpretato da G.D. Spradlin; nell'edizione italiana originale del film è doppiato da Sergio Rossi, mentre nel ridoppiaggio del 2007 da Sergio Di Stefano.

#### Johnny Ola
Johnny Ola è un gangster siciliano che vive a Miami, come guardia del corpo e portavoce di Hyman Roth. Abile e astuto negli affari, è inviso a molti mobsters italoamericani in quanto dipendente di un ebreo. Per motivi non meglio specificati, il suo capo ordina l'assassinio di Michael Corleone, capo di una potente famiglia mafiosa del Nevada. Per portare a termine il compito, Ola inganna l'ingenuo Fredo, fratello maggiore di Michael, facendo principalmente leva sulla sua frustrazione e il desiderio di ricevere una ricompensa sostanziosa, e celando i suoi reali propositi. Fredo cade nel tranello, e con il suo aiuto un commando di assassini riesce a infiltrarsi nella villa di Tahoe dei Corleone. L'attentato però fallisce e Ola contatta di nuovo Fredo per accertarsi se l'incontro tra Frankie Pentangeli, un boss alle dipendenze dei Corleone, e i fratelli Rosato di New York, sia un'autentica garanzia di pace piuttosto che una trappola omicida. Verso la fine dell'anno accompagna Roth a L'Avana per incontrare i vertici del governo di Fulgencio Batista e altri mafiosi legati ai casinò e alle attività turistiche cubane. Proprio alla festa dell'ultimo giorno dell'anno Fredo si lascia sfuggire di aver conosciuto Ola, sconvolgendo il fratello Michael, che stava indagando per scoprire l'identità del traditore. Ola viene ucciso poco prima della mezzanotte con un portamantelli da Bussetta, la guardia del corpo di Michael, inviato a uccidere Hyman Roth; l'omicidio del boss ebreo non riesce e Bussetta viene ucciso dalla polizia cubana.
Nei romanzi, Ola compare ne Il ritorno del padrino. Nel film Il padrino - Parte II diretto da Francis Ford Coppola è interpretato da Dominic Chianese; nell'edizione italiana originale è doppiato da Antonio Guidi.

#### Cardinale Lamberto
Il cardinale Lamberto è un personaggio de Il padrino - Parte III. È un porporato molto influente in Vaticano, e apprezzato per la sua alta moralità, la sua saggezza e la sua affabilità. Riceve una visita dell'ex padrino italoamericano Michael Corleone, durante una sua permanenza in Sicilia tenta di aiutarlo a risolvere i suoi problemi con il subdolo arcivescovo Gilday, capo della Banca Vaticana e implicato in un grosso raggiro di capitali a danno della reputazione dello stesso Vaticano. Nel corso dell'incontro, Lamberto riesce, con pazienza e parole gentili, a convincere Michael a compiere la sua prima confessione dopo decenni: dopo un'iniziale resistenza, il padrino cede all'esortazione del cardinale e confessa i propri peccati, esternando anche tutto il proprio rimorso; dopo averlo ascoltato, Lamberto gli concede l'assoluzione, ma lo avverte di meritare i rimorsi che prova e che la sua vita non sarà mai redenta se non intende cambiare. Alla morte di Papa Paolo VI, viene eletto trionfalmente quale papa con il nome pontificale di Giovanni Paolo I, e la sua nomina getta nel panico uomini potenti quali il banchiere svizzero Frederick Keinszig e il potente politico italiano Licio Lucchesi, i quali tramano la sua uccisione convinti da Gilday. Viene avvelenato con una tazza di tè serale pochi giorni dopo l'ascesa al pontificato; sebbene ciò non venga precisato, si desume che sia stato proprio Gilday ad avvelenarlo. Come Lamberto aveva previsto, il rifiuto di Michael di cercare sinceramente la redenzione costa a quest'ultimo ogni cosa, lasciandolo solo ed eternamente dannato.
È interpretato dall'attore italiano Raf Vallone.

#### James Shea
James Shea nasce a New York, figlio di Michael Corbett Shea, e cresce come un ragazzo dal carattere difficile ma forte. Conosce Michael Corleone, figlio di don Vito, il celebre mafioso migrato dalla Sicilia e da anni socio in affari del padre. Durante la seconda guerra mondiale si arruola volontario e diviene un eroe di guerra, e in seguito scrive un libro sulle vicende vissute. Più tardi, negli anni '50, si sposa e ha due figli, un maschio e una femmina, ma essendo un impenitente donnaiolo comincia in breve tempo a tradire la moglie. Viene eletto governatore del New Jersey e successivamente si candida per il Partito Democratico alla Presidenza. Michael Corleone, ora capo della famiglia al posto di suo padre, decide di appoggiarlo, e durante una riunione della Cupola convince gli altri padrini a fare altrettanto, nella convinzione che in cambio Shea avrebbe chiuso un occhio sulle loro attività. Le elezioni si chiudono con la vittoria da parte di Shea. La CIA contatta il mafioso Nick Geraci affinché prepari e guidi una squadra di assassini, e un anno dopo il commando viene incaricato di uccidere Fidel Castro, ma la missione rischia di portare alla guerra con Cuba. Nel frattempo Shea nomina il fratello Daniel Procuratore generale, e con il suo aiuto si accanisce contro la criminalità organizzata, provocando un clima di sdegno e rancore tra le famiglie. Il Presidente è una figura assai popolare avendo superato la Crisi dei missili di Cuba,ma mentre firma autografi, viene assassinato con tre colpi di pistola in un albergo di Miami. Subito dopo, l'assassino, il cubano Juan Carlos Santiago, resta a sua volta ucciso per mano dei servizi segreti. Alla sua morte, che suscita molto scalpore e tristezza, Shea viene succeduto alla Presidenza dal Vicepresidente, Ambrose Payton, originario della Florida, sospettato di essere parte del piano della sua eliminazione dati i loro pessimi rapporti e le sue ambizioni circa la Presidenza.

#### Joey Zasa
Joel Zasa, soprannominato Joey, è un rozzo mafioso di New York, capo della famiglia in cui hanno operato Peter Clemenza e Frankie Pentangeli. Ha ereditato l'impresa di importazione dell'olio d'oliva appartenuta alla famiglia Corleone. Benché capace di garantire l'ordine nelle sue zone, è piuttosto mal visto dagli altri capimafia per via degli ispanici e dei neri che arruola e tutela, oltre che per la pubblicità mediatica che si è creato come gangster più elegante, arrivando a far pubblicare una propria foto sulle pagine del New York Times Magazine. Tra le sue schiere lavora il giovane Vincent Mancini, figlio illegittimo di Santino Corleone, col quale ha un rapporto assai turbolento, principalmente perché Zasa cospira per spodestare Michael Corleone. Controllato segretamente da don Altobello, a sua volta un burattino nelle mani del potente e subdolo politico italiano Licio Lucchesi. Sotto incarico di questo, tenta di uccidere Michael ad Atlantic City, presso un meeting dei principali padrini della malavita italoamericana. Sebbene Michael sopravviva grazie a Vincent, il massacro fa di Zasa il principale padrino di Cosa Nostra, fino al giorno in cui Vincent, spronato e appoggiato da Al Neri e dalla zia Connie, lo uccide con tre colpi di pistola durante la festa di san Gennaro a Little Italy. Con la sua morte, i Corleone sono obbligati a tornare sulla scena del crimine, che avevano abbandonato da anni, per impedire l'ascesa al potere dei cinesi e dei narcos colombiani. Si vendicheranno poi di Lucchesi e di Altobello, uccidendoli entrambi.
È interpretato da Joe Mantegna; nell'edizione italiana del film è doppiato da Marco Mete. Inizialmente, Francis Ford Coppola e Mario Puzo avevano pensato di reintrodurre il personaggio di Willi Cicci come boss subentrato a Frankie Pentangeli alla guida dei Corleone a New York; tuttavia, il prematuro decesso di Joe Spinell (interprete di Cicci) li costrinse a sostituire il personaggio di Cicci, inventando, di conseguenza, quello di Zasa (cognome della nonna materna del regista).

#### Arcivescovo Gilday
L'arcivescovo Gilday è un personaggio de Il padrino - Parte III. Gilday è un arcivescovo operante a New York ed è a capo della Banca Vaticana, presso cui ha compiuto numerosi giri illeciti di denaro riciclato e complesse operazioni finanziarie poco lecite sotto ordine del potente uomo politico italiano Licio Lucchesi. È aiutato anche dal banchiere svizzero Frederick Keinszig, detto il Banchiere di Dio, portando l'istituto della Santa Sede sull'orlo della bancarotta. Poco dopo aver conferito a Michael Corleone, ex mafioso italoamericano di New York, un'onorificenza papale a nome e per conto di papa Paolo VI, gli richiede seicento milioni di dollari per coprire la maggior parte del deficit, e per sancire e consolidare la loro alleanza lo accetta a capo del consiglio di amministrazione della Internazionale Immobiliare, controllata dal Vaticano. In realtà il religioso sta abilmente approfittando degli interessi di Michael, avvalendosi soprattutto della collaborazione di Keinszig. Alla morte di Paolo VI, viene eletto al seggio papale il cardinale Lamberto, che assume il nome di Giovanni Paolo I, il quale dimostra fin dal principio idee in netta contrapposizione a quelle del suo predecessore, al punto da far capire con chiarezza le sue intenzioni di ripulire il Vaticano dai grossi affari altamente disonesti in corso. Temendo per la propria posizione, Gilday lo fa avvelenare dopo appena pochi giorni di pontificato con una tazza di tè serale, e sta per divenire papa, ma non riesce a sfuggire all'ira della famiglia Corleone, poiché viene barbaramente assassinato a colpi di pistola da Al Neri, agli ordini del nuovo padrino del clan newyorkese, Vincent Mancini.
È interpretato da Donal Donnelly; nell'edizione italiana del film è doppiato da Francesco Vairano.

#### Don Altobello
Don Osvaldo Altobello soprannominato Ozzie, è il consigliere della famiglia Tattaglia (rivale dei Corleone), diventando capo di questo clan alla morte di Rico Tattaglia. La sua amicizia di vecchia data verso Don Vito Corleone esercita una carta fondamentale nella sua carriera criminale e nella sua vita personale, tanto da diventare un Don molto influente e padrino di battesimo della giovane Connie Corleone, ultima figlia di don Vito. Quando Michael Corleone, figlio ed erede di don Vito, viene insignito di un'influente onorificenza papale per volere di papa Paolo VI, don Altobello partecipa ai festeggiamenti come amico intimo della famiglia Corleone, donando un milione di dollari alla fondazione Vito Andolini Corleone, ma nei mesi successivi tenta subdolamente di approfittarsi di Michael, di recente impegnato con l'Internazionale Immobiliare, importantissima azienda controllata direttamente dal Vaticano, per far entrare nell'affare il resto della cupola mafiosa. Tuttavia, Michael è ormai un uomo anziano molto provato e pieno di rimorsi per ciò che ha fatto in un'intera vita e si oppone fermamente alle insistenze dell'intrigante Altobello, che si rivela il più stretto collaboratore del ben più potente Licio Lucchesi, un influente uomo politico italiano, che guida gran parte dei clan mafiosi italiani. Questo, gioca la migliore carta servendosi dello stesso don Altobello, che a sua volta ingaggia Joey Zasa, un boss da quattro soldi che intende rivalersi sui Corleone, per compiere un attentato micidiale alla Cupola presso Atlantic City, capitale del gioco d'azzardo lungo la East Coast. Quasi tutti i vecchi padrini vengono uccisi, ma Michael sopravvive e intuisce il coinvolgimento del vecchio amico del padre. Durante un viaggio in Sicilia per assistere al debutto nel mondo musicale di Anthony Vito Corleone, primogenito di Michael, Altobello si reca a Montelepre e ingaggia Mosca, un sicario abile e astuto a cui ordina di assassinare Michael, che tramite il nipote Vincent Mancini ha scoperto definitivamente i suoi legami con Zasa e che dietro tutto c'era in realtà Lucchesi. Muore al Teatro Massimo di Palermo il giorno del suo ottantesimo compleanno, assistendo a una rappresentazione della Cavalleria rusticana di Pietro Mascagni, dopo aver mangiato cannoli siciliani avvelenati donatigli dalla figlioccia Connie Corleone.
Altobello è presente nei romanzi Il siciliano, Il ritorno del padrino e La vendetta del padrino. Nel film Il padrino - Parte III di Francis Ford Coppola è interpretato da Eli Wallach; nell'edizione italiana del film è doppiato da Sandro Sardone.

#### Grace Hamilton
Grace Hamilton è un personaggio de Il padrino - Parte III. È una giovane e bella fotocronista di New York alla ricerca dello scoop della sua carriera. Vive e lavora a New York. Partecipa alla festa dell'onorificenza papale ricevuta dal filantropo Michael Corleone, dal quale si augura, ma senza successo, di ottenere un'intervista. Ha una breve relazione con il donnaiolo Vincent Mancini, nipote di Michael, attratta dal suo magnetismo e dalle sue capacità di giocatore d'azzardo ad Atlantic City. Durante una notte con lui viene temporaneamente presa in ostaggio da due sicari inviati da Joey Zasa per uccidere Vincent, che riesce a ucciderli prima che le facciano del male.
È interpretata da Bridget Fonda; nell'edizione italiana del film è doppiata da Cristina Boraschi.

#### B.J. Harrison
B.J. Harrison è un personaggio de Il padrino - Parte III. È un famoso avvocato e consulente finanziario, che ha assunto il ruolo di legale e tutore negli affari della famiglia Corleone alla morte di Tom Hagen. Competente, pacato, attento ai particolari, è di grande aiuto nella grande opera del trasferimento degli affari della famiglia Corleone dal mondo criminale a quello della legalità, secondo i desideri di Michael, ormai incapace di reggere sulle spalle il peso del suo immenso anche se redditizio impero criminale. Cura con diligenza i rapporti tra Michael e la Banca Vaticana, guidata dall'arcivescovo Gilday, con cui intraprendono un rapporto d'affari miliardario nel settore in cui è coinvolta l'Internazionale Immobiliare. Harrison assiste al Teatro Massimo di Palermo al debutto musicale di Anthony Vito, il primogenito di Michael nonché alla morte di Mary, la figlia secondogenita uccisa per errore al posto del padre.
È interpretato da George Hamilton; nell'edizione italiana del film è doppiato da Cesare Barbetti. Inizialmente, Francis Ford Coppola e Mario Puzo avrebbero avuto intenzione di reintrodurre il personaggio di Tom Hagen nel terzo film, tuttavia Robert Duvall (suo interprete) declinò l'offerta a tornare nella saga a causa di conflitti con la produzione legata al compenso: di conseguenza, essi si videro costretti a sostituire Hagen, inventando quello di Harrison (curiosamente, nel doppiaggio italiano del film, a Harrison è stata assegnata la voce di Cesare Barbetti, già voce di Robert Duvall nei precedenti due film).

#### Frederick Keinszig
Frederick Keinszig è un personaggio del film Il padrino - Parte III. È interpretato da Helmut Berger. Frederick Keinszig è un ricco e potente banchiere svizzero, noto negli anni sessanta e settanta con il nome di "Banchiere di Dio". Fortemente influente all'interno della Banca Vaticana, è uno stretto collaboratore dell'Arcivescovo Gilday, capo dell'istituzione della Santa Sede. È membro di un illecito giro di denaro riciclato guidato dal subdolo Licio Lucchesi, a capo dei vertici del potere in Italia, Gilday e Ozzie Altobello. Tenta di coprire uno scandalo bancario dietro al quale vi sono i suoi soci in affari, i quali rifiutano l'entrata di Michael Corleone alla gestione dell'Internazionale Immobiliare, controllata in parte dal Vaticano. Nascostosi a Londra per sfuggire dai suoi nemici, viene scoperto dai sicari di Vincent Corleone, i quali lo soffocano, e ne impiccano il corpo morto sotto un ponte. Il personaggio è chiaramente ispirato al banchiere Roberto Calvi, anche se il cognome è simile a quello di Manuela Kleinszig, ex-compagna di Flavio Carboni, il faccendiere che fu accusato dell'omicidio di Calvi, assieme al boss mafioso Pippo Calò.

#### Mosca di Montelepre
Mosca di Montelepre è un personaggio del film Il padrino - Parte III, interpretato da Mario Donatone. Mosca è un amico di vecchia data di Don Altobello, infatti questi, in occasione di un viaggio in Sicilia, si rivolge a Mosca e al suo scagnozzo per assassinare Michael Corleone, che si trova in Sicilia per vedere al Teatro Massimo di Palermo il figlio Anthony che si deve esibire nella Cavalleria Rusticana. Durante il viaggio verso la villa di Don Tommasino, Mosca, travestito da prete, assassina brutalmente a colpi di lupara il boss, che lo aveva riconosciuto e, evidentemente, aveva capito che il bersaglio del sicario era proprio Michael. Una volta fallito il primo tentativo di uccidere Michael, Mosca decide di intrufolarsi, assieme al suo tirapiedi, all'interno del Teatro Massimo, dove uccide diverse guardie del corpo di Michael Corleone, ma non riesce ad assassinarlo durante l'opera. Una volta finita la Cavalleria Rusticana, quando tutti sono usciti fuori a celebrare il trionfo di Anthony, lo scagnozzo distrae le guardie, così Mosca ne approfitta e spara colpi di pistola ferendo Michael, ma viene assassinato da Vincent Mancini. Michael è vivo ma purtroppo è stata assassinata per errore la figlia Mary, colpita da un proiettile al petto.

#### Richard Nobilio
Richard Nobilio è un personaggio dei romanzi de Il ritorno del padrino e La vendetta del padrino. Richard è nato e cresciuto nello stesso quartiere di Tommy Neri e Peter Clemenza, che ha sempre ammirato. Negli anni quaranta, Clemenza incarica Ritchie di uccidere un negoziante che si era rifiutato di pagargli il pizzo. Ritchie tentò così di uccidere il negoziante con una pistola silenziata nel suo ufficio, ma la pistola si inceppò, costringendo Ritchie a bloccare il negoziante che stava estraendo la sua pistola, uccidendolo proprio con questa. Questo fatto gli valse il suo soprannome Ritchie Two Guns. Diventa un uomo d'onore ed entra nel regime di Clemenza. Dopo la morte di Clemenza, Ritchie passa sotto l'egida di Frank Pentangeli, ma dopo che questi si suicida, Nobilio diventa un importante caporegime dei Corleone a New York, mentre Michael cerca di legalizzare i suoi affari rilevando i casinò e gli hotel di Las Vegas e Reno. Ritchie è anche un buon amico di Tom Hagen, a cui fornisce una pistola per la sua amante dopo che questa sviluppa uno stato di paranoia. Negli anni settanta si ritira in semi-pensione e il suo regime passa sotto l'egida di Joey Zasa. Non è chiaro cosa ne sia stato di Ritchie negli anni a venire.

#### Louie Russo
Louie Russo, soprannominato Fuckface (che per ovvi motivi i giornalisti hanno cambiato in "La Faccia"), è il Don che controlla la città di Chicago. Solo una volta una prostituta lo chiamò Fuckface, e venne ritrovata decapitata nella sua casa, ma la testa non venne mai trovata. Ne Il ritorno del padrino viene presentato come uno dei più grandi rivali della Famiglia Corleone, soprattutto nell'espansione di essi a Las Vegas e ad ovest degli Stati Uniti. Aveva un fratello maggiore, di nome Willie, alleato di Capone, ucciso da Luca Brasi su ordine di Vito Corleone ai tempi della guerra castellammarese. Viene descritto come un uomo di brutto aspetto: pallido, col parrucchino, le mani piccole e la voce da ragazza. Porta sempre degli enormi occhiali da sole da quando, in un attentato, una scheggia di vetro gli ha ferito l'occhio. Si vocifera inoltre che non sia dotato di una grande intelligenza: il suo QI infatti raggiunge a malapena i 90. Russo lotta per ottenere un seggio nella Commissione ed in gran segreto vuole coprire di vergogna Michael Corleone fin quando è in vita, senza colpirlo in un attentato. Viene a conoscenza tramite suo omonimo e figlio, Russo Jr. (omosessuale dichiarato e residente a Parigi) delle tendenze sessuali di Fredo. Louie vede l'occasione buona: manda alcuni suoi uomini a Windsor per assassinarlo mentre è a letto con un altro uomo. Ma l'attentato fallisce e Russo cerca di eliminare ogni prova del suo fallimento; prove di cui Nick Geraci verrà a conoscenza. Lo stesso Nick Geraci manipola Russo, a sua insaputa, per organizzare la serie di incontri che ha portato al tradimento di Fredo nei confronti del fratello. Sulla base delle informazioni ricevute da Geraci, Michael ordina l'eliminazione di Russo. Tom Hagen si reca al club/ristorante di Louie a Chicago per un incontro chiarificatore, incontro nel quale lo stesso Tom sarebbe stato ucciso dal vecchio Don. Ma Hagen anticipa gli eventi e uccide, con un colpo di pistola in faccia, Russo.

#### Altri personaggi
- Filomena: governante di casa di Don Tommasino
- Billy Goff: sindacalista attori
- Dottor Taza: zio di Don Tommasino
- Rita Neri: moglie di Al Neri
- Thomas Neri: nipote di Al Neri
- Coach & Sally Rags: allibratori clandestini
- Siriani: agente del dipartimento di polizia di New York
- Mr & Mrs Adams: genitori di Kay Adams
- Signora Anita Colombo: vedova, vicina di casa di Don Vito
- Signor Abbandando: padre di Genco
- Eddie Neils: direttore d'orchestra
- Roy McElroy: consulente Di Jack Woltz
- Signor McCluskey: padre di Mark
- Les Halley: maestro di musica

## Famiglie

### Barzini
La Famiglia Barzini è stata fondata ufficialmente a New York da un certo Don Emilio, che assieme a Vito Corleone fu fondatore della Commissione per evitare inutili spargimenti di sangue per la supremazia. Nonostante il rapporto di rispetto tra Barzini e Corleone, la vena ambiziosa e fredda del primo gli impediva di provare sentimenti di amicizia verso l'altro, tanto che non aspettava altro che il suo indebolimento per scalzarlo e divenire il boss più potente di tutti. Nonostante questo, viene invitato al matrimonio di Connie Corleone assieme ai suoi fedelissimi. Dopo l'omicidio di Virgil Sollozzo, scoppia una guerra tra le Cinque Famiglie, che porta i Barzini ad essere strettamente sorvegliati dall'FBI. I Barzini decidono di eliminare Sonny Corleone, primogenito di Vito, costringendo quest'ultimo a stringere una tregua che permetteva il traffico di droga, seppur controllato. Ma Don Corleone aveva scoperto ormai che dietro al traffico di droga e dietro a Philip Tattaglia e Virgil Sollozzo c'era Barzini, che voleva annientare i Corleone. Emilio continua infatti a sottrarre il territorio dei Corleone a Brooklyn, convincendo Salvatore Tessio, caporegime dei Corleone, a tradire il nuovo boss Michael Corleone.
Quest'ultimo, mangiata la foglia grazie agli avvertimenti del padre, elimina però Tessio, Carlo Rizzi (che aveva aiutato i Barzini nell'omicidio di Sonny) e i boss delle altre Cinque Famiglie, incluso lo stesso Emilio, che viene assassinato da Al Neri davanti al tribunale di Manhattan. Con la morte di Emilio, la famiglia viene rilevata da Paul Fortunato, che espande gli affari della droga e del settore tessile a Manhattan dei Barzini. Inoltre prende parte nel 1963 con Carlo Tramonti e Nick Geraci al tentativo di assassinare il presidente statunitense James Shea e quello cubano Fidel Castro, quest'ultimo fallimentare. Poco dopo però Fortunato, fino ad allora nemico giurato dei Corleone, difende Michael dalle accuse di Carlo Tramonti e taglia i ponti con questi. Paul Fortunato è stato tra i vari Don che ha preso parte alla riunione di Atlantic City che si rivelerà un massacro, a cui sopravvivranno solo pochi boss.

### Bocchicchio
La famiglia Bocchicchio è un'organizzazione criminale citata nel romanzo Il Padrino. Sono una delle più antiche famiglie aderenti alla mafia siciliana, e sono una stirpe al suo interno molto unita, al punto che come si dice nel romanzo, "il dovere verso la famiglia precede quello verso la moglie". Sono celebri per il loro severissimo codice d'onore, oltre che per la ferocia implacabile. La loro principale attività è il controllo della distribuzione dell'acqua nella Sicilia meridionale, implicando la padronanza su quattro o cinque mulini. Il loro potere viene sfidato da un barone latifondista locale che costruisce un mulino personale, che viene distrutto dalla famiglia poco dopo; il barone risponde presentando una denuncia ai carabinieri che arrestano tre membri del clan, ma poco dopo la villa del barone viene incendiata, intimorendo il latifondista al punto che ritira la denuncia.
Un giorno giunge a Palermo un funzionario del governo centrale di Roma, inviato con l'incarico di costruire un grande sistema per distribuire l'acqua a dispetto della cronica scarsezza d'acqua dell'isola, ma la famiglia vi si oppone ottenendo l'aiuto prezioso dei principali padrini della mafia palermitana, sottraendo materiali e danneggiando le attrezzature pesanti, mentre i parlamentari mafiosi si oppongono in seno al governo al progetto della diga. Al culmine del potere dei Bocchicchio, Mussolini sale al potere e instaura la dittatura fascista. Il Duce ordina di riprendere il progetto della diga e dichiara guerra alla Mafia, poiché ha acquisito troppo potere per poter essere ignorata. Il clan dei Bocchicchio risponde con la violenza e il prefetto fascista a sua volta inizia una vera e propria caccia alle streghe, arrestando centinaia e centinaia di mafiosi nonché persone solo sospettate di legami con la Mafia. Metà del clan viene arrestato e deportato sulle isole nel Mediterraneo, al confino, mentre l'altra cade in battaglia; alla fine, una ventina raggiunge gli Stati Uniti clandestinamente, passando attraverso il Canada su di un piroscafo.
Giunti nella Hudson Valley, non lontani da New York, i Bocchicchio comprano un'azienda per il trasporto di rifiuti. Prosperano in gran fretta, trucidando senza pietà i rivali ed immettendosi in un nuovo giro d'affari, quello degli ostaggi di garanzia: quando due famiglie mafiose in guerra intendono predisporre un incontro di pace, il clan concede un suo membro a chi formalmente richiede la pace per primo. Se al promotore dell'incontro dovesse succedere qualcosa, allora la sua famiglia risponderà uccidendo l'ostaggio Bocchicchio. Il clan si guadagna in tal modo una certa reputazione e gli incontri di pace con i loro ostaggi rimangono per anni i più sicuri, in quanto nessuno desidera veramente mettere in pericolo la vita dell'ostaggio dando ai Bocchicchio un pretesto per cercare vendetta. Virgil Sollozzo, famoso trafficante di droga siciliano, si serve di un ostaggio dei Bocchicchio per incontrare Michael Corleone, mentre il padre, Don Vito, se ne serve a sua volta per realizzare un incontro tra la famiglia Corleone e i massimi esponenti della cupola mafiosa d'America.
Il romanzo cita le vicende di Felix Bocchicchio, un giovane esponente del clan che, analogamente alla figura di Michael Corleone, rifiuta di fare parte della famiglia per condurre un'onesta vita quale avvocato, appena avrà terminato gli studi in giurisprudenza. Ottenute le qualifiche necessarie, però, trova problemi a far decollare la propria carriera, al punto che si lascia ingannare da un imbroglione più esperto di lui, che lo convince a entrare a far parte di una truffa milionaria. Dopo essere stato tradito e consegnato alla polizia, in un secondo momento si vendica uccidendo brutalmente il suo traditore. Scoperto e arrestato nuovamente, viene processato e condannato a morte. La famiglia, dopo che per lungo tempo l'aveva tenuto in disparte a causa della scelta della carriera, chiede dunque disperatamente aiuto ai Corleone, ma Don Vito non ha sufficientemente potere per convincere il magistrato a cambiare la sentenza, ma si approfitta della situazione per fini personali: dopo aver promesso una valida assistenza a vantaggio della moglie e dei figli di Felix, convince lo stesso condannato ad accusarsi dell'omicidio di Sollozzo e del capitano di polizia Mark McCluskey.

### Cuneo
Fondata da Ottilio Cuneo (detto anche Carmine), la Famiglia Cuneo si sviluppò in tutto il Bronx e controllava pienamente Buffalo. I Cuneo avevano il controllo delle scommesse dei circuiti e degli ippodromi, oltre che a quelle sportive tradizionali e a molti altri lucrosi racket. Come attività di copertura, Cuneo aveva un'azienda che distribuiva il latte a New York, che gli valse il soprannome "Leo il lattaio" ("Leo the milkman"). Conosciuti per l'insospettabilità, i Cuneo non hanno mai attirato l'attenzione delle autorità, tanto che Don Cuneo fu eletto "Uomo dell'anno" dalla Camera di commercio dello Stato di New York. L'assassinio di Virgil Sollozzo scatena però una guerra dove Sonny Corleone viene ucciso e Don Vito stipula una tregua che concedeva il traffico di droga, affare che i Cuneo sostenevano, a patto che non colpisse donne e bambini. Tuttavia Ottilio fu ucciso nel 1955 da Willi Cicci e gli successe Leo Cuneo, che diventerà alleato dei Corleone ed aiuterà Michael Corleone a trovare Fabrizio, assassinio involontario di Apollonia Vitelli-Corleone, che vive a Buffalo, nel cuore del territorio dei Cuneo. Leo Cuneo viene ucciso assieme a molti altri don nella riunione di Atlantic City, maledicendo Joey Zasa, responsabile del massacro. Nel romanzo però Ottilio Cuneo sopravvive, e si occupa di organizzare la riunione della Commissione atta a discutere del ritiro di Michael Corleone. Tuttavia, una retata organizzata da Daniel Shea causa l'arresto di vari boss, tra cui Cuneo. Don Leo Cuneo è probabilmente morto di vecchiaia verso la fine degli anni sessanta.

### Corleone
La Famiglia Corleone opera a New York, e viene creata da Don Vito, un siciliano del paese di Corleone aiutato dai compagni di crimine Peter Clemenza, Salvatore Tessio e Luca Brasi. Tessio e Clemenza divengono capiregime, ovvero i capidivisione, con la facoltà di reclutare nuovi uomini e di assegnare incarichi. Al fianco di don Vito vi è Genco Abbandando, che svolge mansioni di consigliere e di coordinamento tra il boss, o "don", e i capiregime. La società di copertura è una ditta di importazione dell'olio d'oliva italiano Genco puro oil Company. È all'inizio degli anni trenta che Salvatore Maranzano, un gangster legato sia che alla famiglia Tattaglia che ad Al Capone, il boss di Chicago, dichiara guerra alla famiglia Corleone. In seguito Maranzano viene fatto uccidere da don Vito, che impone ad Al Capone l'obbligo di non interferire negli affari e nelle questioni delle famiglie mafiose di New York.
Negli anni, la famiglia conta un terzo regime senza quartiere governato da Santino Corleone, il primogenito del Padrino, mentre l'avvocato Tom Hagen, il figlio adottivo di don Vito, diventa il consigliere della famiglia in sostituzione di Abbandando, morto di cancro. Nello stesso anno, l'organizzazione viene scossa da un attentato subito da don Vito per mano di Virgil Sollozzo, un criminale dedito al traffico di droga e spalleggiato dai Tattaglia, una famiglia rivale dei Corleone. L'intervento di Michael, terzo figlio del boss, sarà decisivo perché ucciderà Sollozzo e il poliziotto corrotto che lo scortava. Questo provocherà una guerra senza quartiere tra i Corleone e le Cinque Famiglie della malavita di New York che culminerà con la morte di Santino, ucciso in un'imboscata dagli uomini di Don Barzini con la complicità di Carlo Rizzi. In questo contesto interverrà don Vito, che riunirà tutti i boss mafiosi e porrà fine alla faida.
Intanto Michael, tornato dal suo esilio in Sicilia per non essere ucciso dalle Famiglie mafiose, prende la guida del clan accompagnato dai consigli del padre e manovra gli eventi con le intenzioni di ristabilire il potere perduto, trasferendosi a Tahoe, nel Nevada, dove crea una ditta di copertura attiva nel campo dell'edilizia. Dopo la morte per infarto di don Vito, Michael fa uccidere tutti i boss delle Cinque Famiglie che hanno ordito contro la Famiglia: Emilio Barzini, Philip Tattaglia, Anthony Stracci, Ottilio Cuneo e il cognato Carlo Rizzi. Salvatore Tessio viene pure lui assassinato perché tradiva la famiglia a vantaggio di Barzini. Perisce nella faida anche Moe Greene, boss di Las Vegas. In Nevada, Rocco Lampone succede a Peter Clemenza come caporegime, mentre quest'ultimo diviene boss di una sua famiglia a New York. Intanto Michael deve vedersela con il corrotto affarista ebreo Hyman Roth, che ha tentato di farlo uccidere e lo ha fatto mettere sotto accusa per mafia dinanzi alla commissione d'inchiesta senatoriale. A testimoniare contro di lui viene chiamato il suo ex caporegime Frank Pentangeli, che in seguito ritratta le dichiarazioni perché ricattato e si suicida. Assolto dalla commissione d'inchiesta, Michael compie la sua vendetta, facendo uccidere Hyman Roth e suo fratello Fredo Corleone, che lo aveva tradito.
Divenuto anziano, Michael vuole estromettere la famiglia Corleone dal mondo criminale, motivo per cui entra in affari "puliti" con la Banca Vaticana, gestita dall'abile arcivescovo Gilday. In questo periodo Michael passa le consegne al giovane nipote Vincent Mancini, giovane figlio illegittimo del defunto Santino. Michael scopre anche che l'arcivescovo Gilday, il banchiere Frederick Keinszig, il politico italiano Licio Lucchesi e l'anziano boss Ozzie Altobello hanno tentato di truffarlo e per questo Mancini invia i suoi sicari ad ucciderli e, diventato boss della famiglia Corleone, assume il nome di Don Vincenzo Corleone. Michael, colpito negli affetti per via della morte della figlia Mary, uccisa per sbaglio da un killer di Ozzie Altobello che doveva colpire lui, si ritira a vita privata in una villetta nelle campagne di Corleone, in Sicilia, e vi muore mentre la famiglia Corleone sta assistendo ad un irreversibile declino, causato dal pesante coinvolgimento nei narcotici.

### Stracci
La Famiglia Stracci è un'organizzazione criminale immaginaria mafiosa de Il padrino. È la più giovane delle Cinque Famiglie, fondata nel New Jersey da Anthony Stracci, e controllava quasi tutto lo Stato del New Jersey, monopolizzando la sezione locale del Partito Democratico, lo smaltimento dei rifiuti, le bische (aveva un casinò segreto a sud dello Stato) e i traffici e le spedizioni delle banchine dell'Hudson. Inoltre, possedeva una compagnia di camion da trasporto, che venivano sovraccaricati sia per trasportare più merce che per rovinare le strade, che venivano riparate da un'azienda di riparazioni di proprietà sempre degli Stracci, che guadagnavano una fortuna con lucrosi appalti. Non avevano alcun interesse nella prostituzione, per via della moralità di Don Stracci, che però non rifiutava il traffico di droga. Pur controllando un territorio vastissimo, il New Jersey aveva affari poco lucrosi, perciò gli Stracci conquistarono ben poco potere, ma grazie alla diplomazia di Anthony riuscirono ad avere buoni rapporti con tutte le Cinque Famiglie di New York e con la famiglia Greco di Filadelfia. Don Stracci è uno degli invitati al matrimonio di Connie Corleone, a cui offre le sue migliori bottiglie di vino da lui prodotte che, assieme alle macchine di lusso, è la sua passione. Con la morte di Virgil Sollozzo, gli Stracci prendono parte alla guerra delle Cinque Famiglie, colpendo i Corleone, che tuttavia resistono e uccidono vari membri degli Stracci. Con l'omicidio di Sonny Corleone e la successiva tregua, gli Stracci si salvano dalla rovina, ma Anthony viene ucciso da Peter Clemenza. Nel romanzo però Anthony Stracci sopravvive e aiuta Nick Geraci a prendere in consegna la famiglia Corleone, ma poi lo tradisce e lo vende a Michael Corleone. Stracci è probabilmente morto verso la fine degli anni sessanta.

### Tattaglia
La famiglia Tattaglia è un'organizzazione criminale mafiosa fittizia de Il padrino. Fondata da Philip Tattaglia, con la fine del Proibizionismo, la famiglia esaurisce la sua principale attività di vendita e contrabbando d'alcool, e perciò decide di concentrarsi sulla prostituzione, esercitata in tutta New York e con quartier generale all'Hotel Tattaglia di Brooklyn. Verso la fine degli anni trenta, Virgil Sollozzo propone ai Tattaglia di entrare nel traffico di narcotici. Successivamente, si scoprirà che sia Sollozzo che Tattaglia sono in realtà due marionette del ben più potente Emilio Barzini. Con l'aiuto di Sollozzo, che intanto rifornisce anche le famiglie Barzini, Cuneo e Stracci, i Tattaglia trasformano le vecchie distillerie d'alcool in punti di smercio dell'eroina, costantemente riforniti dalla droga di Sollozzo proveniente dalla Turchia e dalla Sicilia. Vito Corleone rifiuta l'offerta di Sollozzo di entrare nel circolo della droga. Ma Sollozzo, che ha ormai bisogno della protezione politica e giudiziaria dei Corleone, elimina il pericoloso Luca Brasi e attenta alla vita di Don Corleone, mandandolo in ospedale gravemente ferito. Successivamente, cerca di uccidere di nuovo Don Corleone alla Vigilia di Natale, in ospedale, ma il piano viene sventato dalla presenza di Michael Corleone, che però viene ferito dal poliziotto corrotto Mark McCluskey.
Dopo l'assassinio di Bruno Tattaglia, Sollozzo chiede una tregua, cui dovrà partecipare Michael Corleone, che tuttavia, d'accordo con il fratello Sonny, Peter Clemenza, Salvatore Tessio e Tom Hagen, uccide sia Sollozzo che McCluskey con una pistola. Senza Sollozzo, il traffico di droga dei Tattaglia viene paralizzato. Vito Corleone acconsente a realizzare una tregua che consenta il traffico di droga, seppur controllato. Questo salva i Tattaglia dalla rovina, riappacificandosi inoltre con i Corleone, tanto che alla riunione della Commissione Philip Tattaglia abbraccia Vito Corleone. Ma con la morte di Vito, suo figlio e successore Michael Corleone fa eliminare Barzini, Cuneo, Stracci e Tattaglia, che viene ucciso da Rocco Lampone mentre è a letto con una prostituta. A Philip succede suo fratello Rico, che con la sua negligenza porta la Famiglia in rovina. Alla sua morte i Tattaglia rinascono sotto Osvaldo Altobello, che diversifica anche le entrate della Famiglia, prima improntata sulla prostituzione, ora operante molto anche in usura e gioco d'azzardo. Altobello però trama contro Michael Corleone, ingaggiando Mosca da Montelepre per ucciderlo, d'accordo con il politico italiano Licio Lucchesi, che vuole impedire la vendita del gruppo di cui Michael è socio, per evitare che venga a galla una truffa miliardaria manovrata da Lucchesi, Altobello, il Vaticano e la mafia siciliana. Altobello viene però scoperto e avvelenato da Connie Corleone con dei cannoli, al Teatro Massimo di Palermo.